# Déli harangszó
- Déli harangszóSeggiano, Grosseto megye, Olaszország

Nem tudod lejátszani a fájlt?
- Úrangyala (Angelus)[1]Cathédrale Notre-Dame du Havre, Le Havre, Franciaország

Nem tudod lejátszani a fájlt?

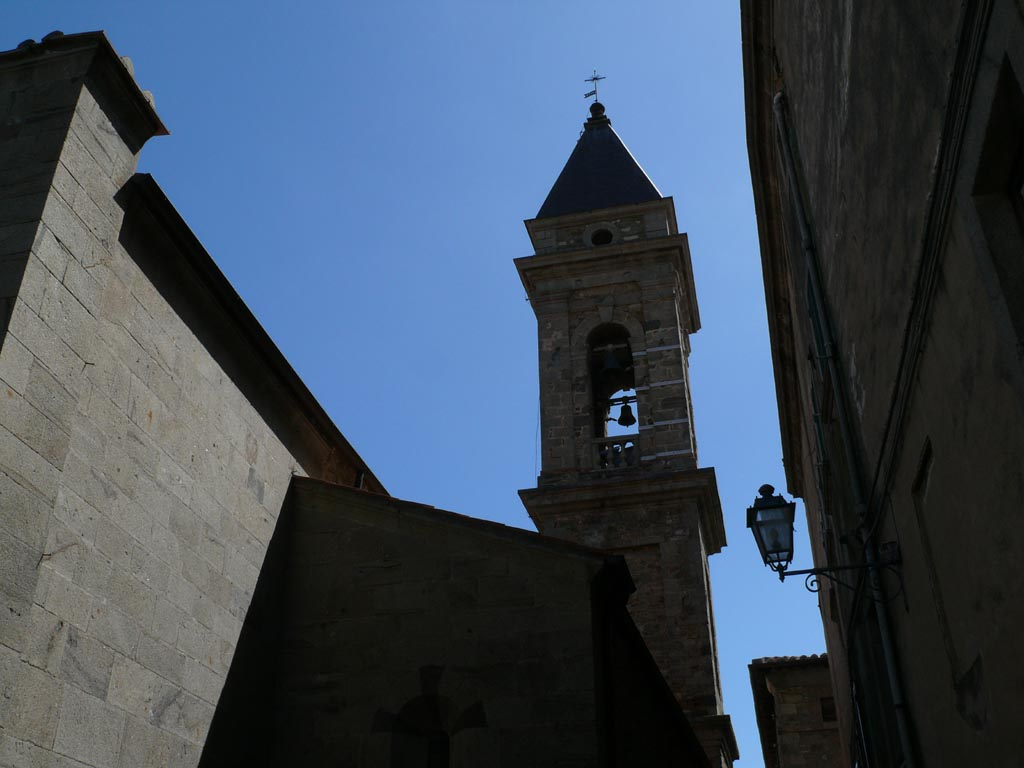
Harang az olaszországi Seggiano katolikus templomának toronyában, amelyben délben: „húzza híven ma is ő mind a harangot, amely
bimbamozva kiált nagy örömhírt, (mit ki sem ért már)
Róma, Rouen, – Tahiti tornyaiban (magyarul!)” Idézet Illyés Gyula Hunyadi keze című verséből

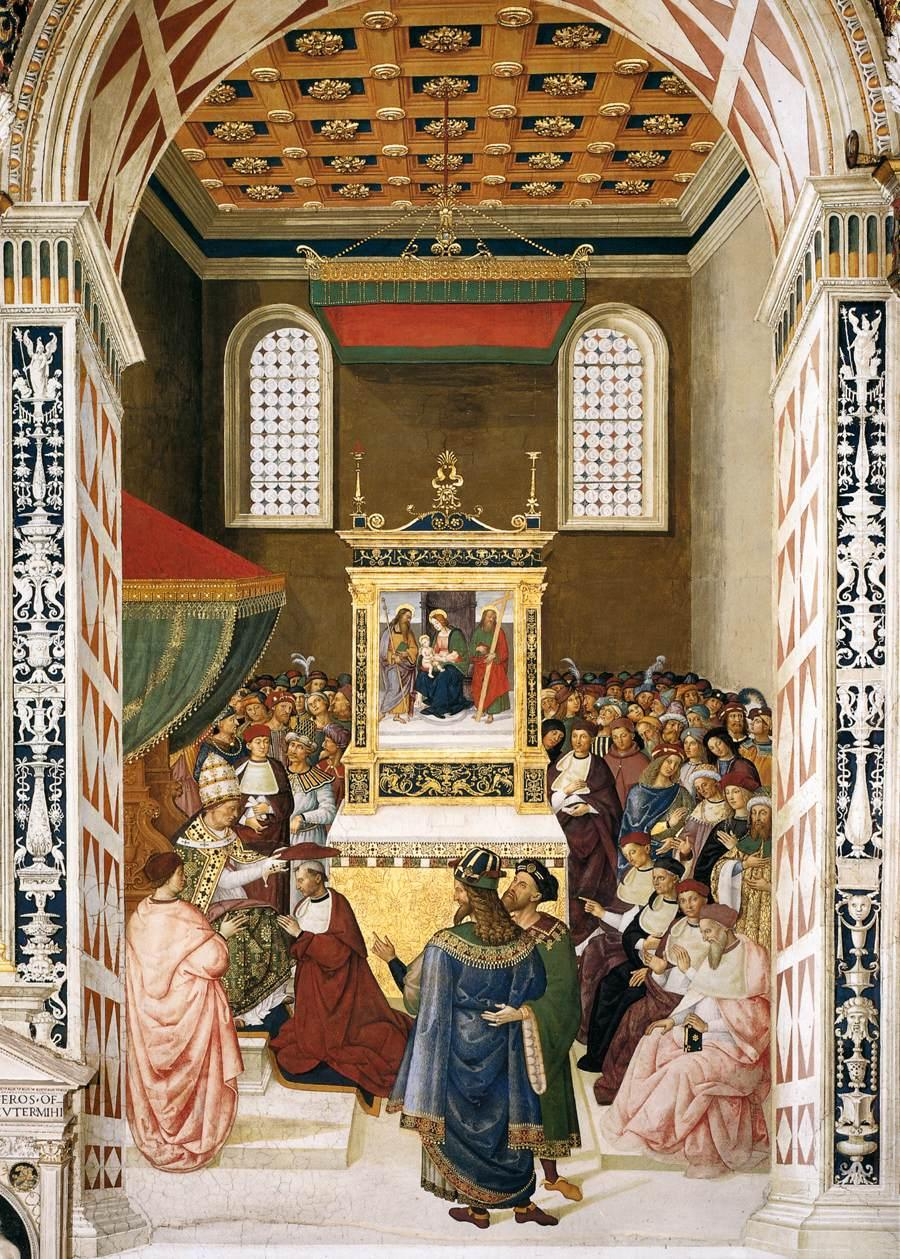
Pinturicchio: III. Kallixtusz pápa fogadja Piccolomini bíborost, a későbbi II. Piusz pápát, aki uralkodásának középpontjába helyezte a törökök elleni keresztes hadjárat megindítását

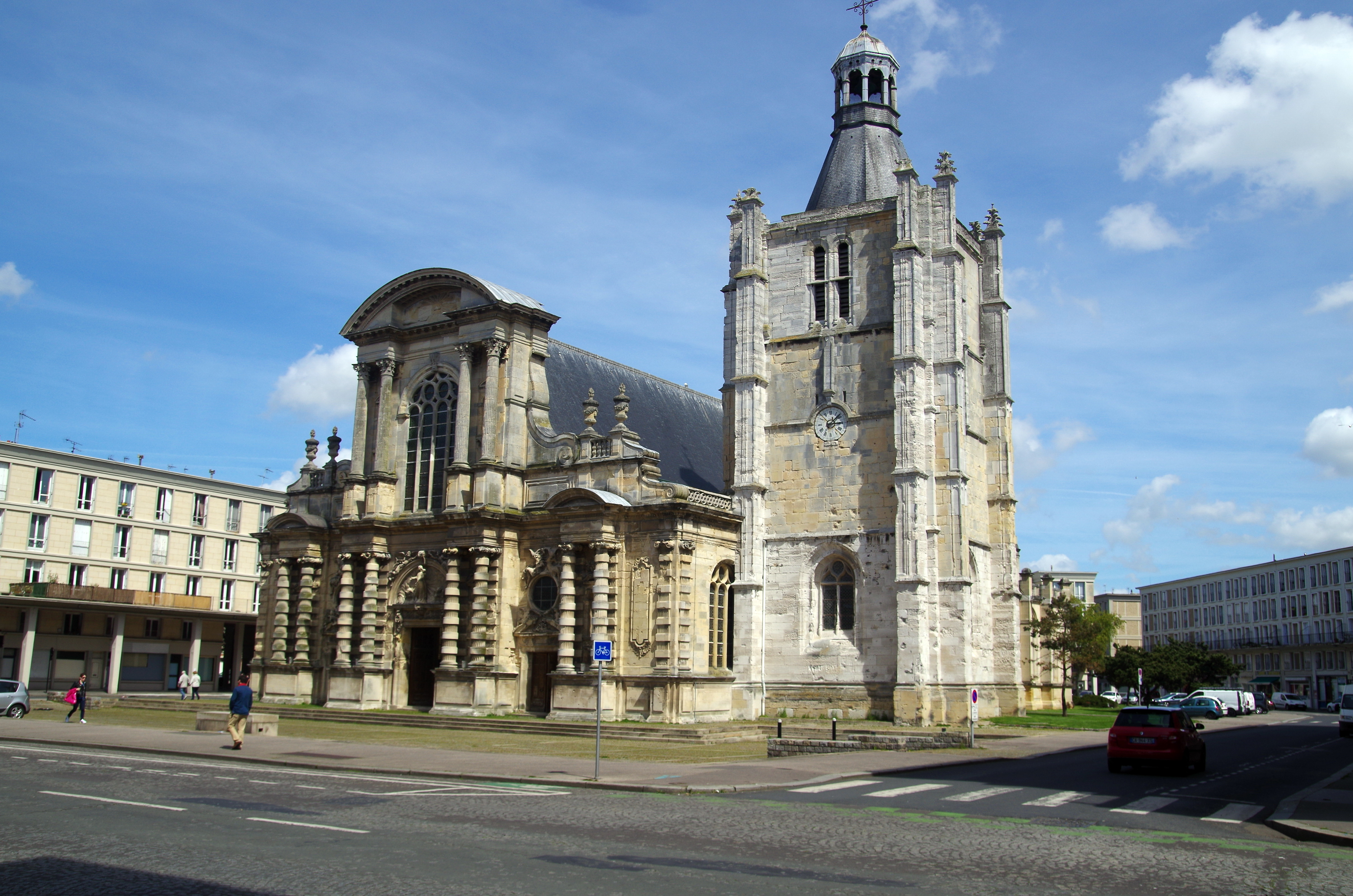
A Notre-Dame katedrális Le Havre-ban

A déli harangszó a minden nap, déli 12 órakor megszólaló harangozás.
A magyar és nyugati hagyomány szerint a déli harangszó (Pulsatio Meridiana) az 1456. július 22-én kivívott nándorfehérvári diadallal függ össze, amikor a középkori keresztény Magyar Királyság déli kapujának tartott végvárat Hunyadi János „védője a keresztnek, megrontója büszke tarnak” megvédte a muszlimok támadásától.
III. Kallixtusz és VI. Sándor pápai rendeletei voltak – az alapvetően a kereszténység védelmére felszólító – déli harangozás elrendelői. III. Kallixtusz egyik bullájában még a nándorfehérvári győzelem előtt, VI. Sándor pedig jóval később, Kallixtusz bullája alapján kiadott szentszéki rendeletében írta elő a déli harangozást. 
jel adassék minden hívőnek, hogy imáikkal segítsék azokat, akik a török ellen harcolnak
1500. augusztus 9-én VI. Sándor arról rendelkezett, hogy a harangszó az egész keresztény világban minden délben szólaljon meg. Tehát azt, hogy déltájban („inter nonas et vesperos”) harangszó szólítsa imára a híveket a kereszténység védelmében az iszlám terjeszkedés és hódítás ellen, azt III. Kallixtusz pápa rendelte el az 1456. június 29-én kiadott imabullája alapján, azt pedig hogy a harangozás és ima minden délben örökké meg is történjen, VI. Sándor pápa csak később, 1500. augusztus 9-én rendelte el. Megújítva Kallixtusz rendeletét, hogy a kereszténység védelme és az összetartás minden időben és minden helyen fontos kötelessége a papságnak és a híveknek. Ekkor került a harangozás időpontja pontosan déli 12 órára.
A déli harangszó eredete a magyar történelem egyik fontos eseményéhez kapcsolódik. Konstantinápoly eleste után a kérdés az volt, hogy a jövőben a kereszt vagy a félhold uralja-e majd Európát. 1452-ben, Vitéz Jánosnak, a Szilágyi–Hunyadi Liga diplomatájának szavai szerint az Oszmán Birodalom „elmúlt győzelmeinek szerencséjétől dölyfösen és dicsőségittasan szerfölött nagy erőre kapott … nem csupán Magyarországot, hanem az egész nemes keresztény világot a maga uralma alá gyűrheti”. 1456-ban Brankovics György szerb despota futárokat küldött Budára, akik hírt vittek II. Mehmed oszmán szultán hadi készületeiről a Magyar Királyság ellen. Ekkor Hunyadi János, a magyar déli határvédelmi rendszer és a végvárrendszer megszilárdítója, a saját költségén 10 000 zsoldost toborzott.
A pápa önkéntes keresztes had szervezésére legátusokat nevezett ki Európa országaiban. Juan de Carvajal spanyol bíboros és pápai legátus február 15-én a budai vár templomában átadta Kapisztrán János (Giovanni da Capestrano) itáliai ferences rendi obszerváns hitszónoknak a pápától kapott keresztet és a megbízást, amely szerint keresztes háborút kellett hirdetnie. Kapisztrán április 15-én indult el Budáról, majd 18–20 000 fős keresztes hadat toborzott Magyarországon, ezt követően pedig az összegyűlt sereggel 1456 nyarán Hunyadi János táborába sietett, hogy segítse a híres „törökverő” hadvezért Nándorfehérvár (a mai Belgrád várának) megvédésében. Nándorfehérvár várát földrajzi-stratégiai helyzete tette katonailag fontossá. A Duna és a Száva folyó találkozásánál épült vár évszázadokon át meghatározó volt, mert a vár birtoklása a keresztény Európa belső területei felé vezető legfontosabb vízi út kereskedelmi és katonai ellenőrzését tette lehetővé. A keresztény védők között Brankovics György 8 000 szerb katonája is felsorakozott. A szultán július 4-én vette ostrom alá Nándorfehérvár várát a mintegy 70 ezer fős, néhány forrás szerint 100 ezer fős, oszmán sereggel. Hunyadi János az 1456. július 14-én történt ütközetben áttörte a muszlim sereg hajózárát a Dunán, és csatlakozott Szilágyi Mihály várkapitány 7000 fős várvédő seregéhez. Kapisztrán, a ferences pap, a csatában keresztjét magasba emelve vezette a prédikációjával feltüzelt seregét a meglepett muszlimok ellen. Ennek hatására Hunyadi kitört a várból, és az egyesült keresztények serege megállíthatatlanul elsöpörte a várat ostromló muszlimokat.
III. Kallixtusz pápa 1456. június 29-én a „Cum hiis superioribus annis” (Mivel ezekben az utóbbi években) kezdetű bullájában, az Európát fenyegető oszmán hódítók legyőzéséért és a keresztény seregek fegyvereinek győzelméért, „az összes városok, területek és helyek mindenegyes templomában a Nona és Vesperás között” (inter nonas et vesperas, videlicet ante pulsationem vesperarum), déli harangozást és imádkozást rendelt el a keresztény hívek számára. Ennek a lelki keresztes hadjáratnak a szervezését és elrendelését az egész nyugati kereszténységet végveszéllyel fenyegető oszmán hódítók erőszakos előretörése indokolta.
A magyar történeti közgondolkodás a bulla kiadását a nándorfehérvári győzelemhez köti. Azonban történelmi véletlenként a június 29-én kiadott pápai bulla és Hunyadi János július 22-én történt nándorfehérvári győzelmének híre szinte egyszerre jutott el Budára és Bécsbe. Ez a tény azután nagyban hozzájárult a rendelet későbbi értelmezéséhez és a keresztény seregek győzelméért elrendelt imabulla, illetve a nándorfehérvári diadal örömhírét követő ünnepi harangozás összekapcsolódásához. Ezért a déli harangszó a kereszténység katonai diadalának emlékét is őrzi Magyarországon és világszerte is.
Maga a pápa ezt a győzelmet a bullában előírt és a déli harangszóra végzett imáknak tulajdonította: „Nem kételkedünk abban, hogy a mindenható Isten ezen imákra hajolva engedte nekünk ezt a nem várt győzelmet.” A déli harangszó ettől kezdve örömhírré módosult és hálaadó harangszóvá vált. A pápa rendelkezése szerint: „Minthogy Isten győzelemre segítette a keresztények fegyvereit, a harangszó alatt elmondott imák egyben a hálaadás imái legyenek”.
Európa kereszténysége kitörő lelkesedéssel és megkönnyebbüléssel fogadta az 1456. július 22-én kivívott oszmán törökök feletti magyar győzelem, a nándorfehérvári keresztény diadal hírét. A győzelem első évfordulóján III. Kallixtusz pápa a győzelmi örömhír megérkezésének napját – augusztus 6-át, Urunk színeváltozása ünnepét – főünneppé nyilvánította, és a Cum hiis superioribus annis kezdetű imabulla korrekciójában a déli harangszóhoz hálaadó imádságot rendelt.
Hunyadi János páratlan és világraszóló győzelmének nagy értéke az volt, hogy utána 70 évre megállította az Oszmán Birodalom erőszakos hódítását Európa irányába. A keresztény hadsereg győzelme után Hunyadi Mátyás uralkodása pedig az iszlám hódítást lefékezte Európa felé, ami azonban kevésnek bizonyult, Mátyás egyedül maradt az oszmán világbirodalommal szemben. A Magyar Királyság egészen 1526-ig megőrizte a területi integritását, akkor azonban Mohácsnál az oszmán sereg legyőzte a magyarok teljes haderejét.

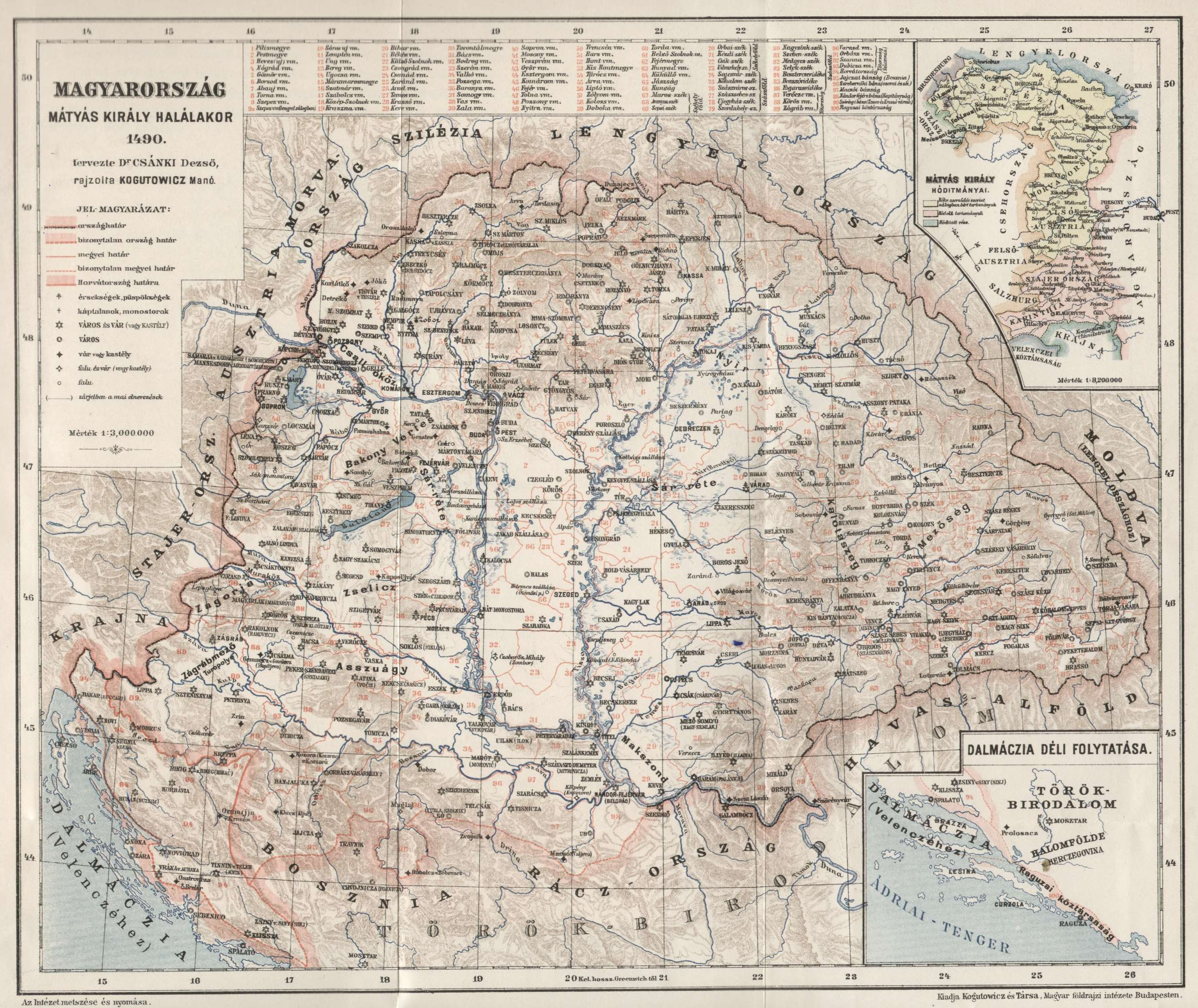
A Magyar Királyság területe Hunyadi Mátyás halálakor. A keresztény állam egészen 1526-ig megőrizte területi integritását az erőszakos oszmán hódítás ellenében

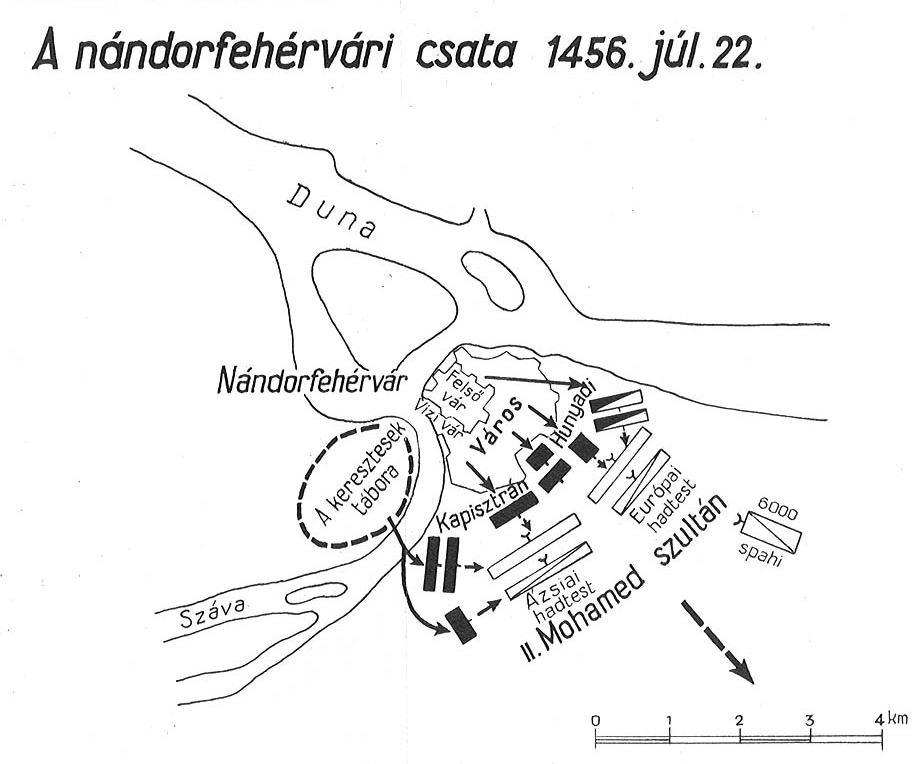
A Magyar Királyság déli kapujának ostromát eldöntő hadiesemények sematikus vázlata (Bánlaky József: A magyar nemzet hadtörténelme)

## Története

### Előzmények

#### A templomi harangozás kialakulása
Az első harangok az 5. század első éveiben Itáliában készültek, később Franciaországban, Angliában, majd Németországban is elterjedtek. A harangöntés európai művelői kezdetben, a 12. századig a kolostorok, különösen a bencések voltak, később polgári kézművesek privilégiuma lett. A harangszó eredetileg a zsolozsmára hívott a keresztény templomokban, figyelmeztető jelzés volt a szerzetesek a papok és a hívek számára, hogy ott, ahol vannak csatlakozzanak a katolikus egyház imájához. A harang hangjának imajelző szerepe csak a 15. századra vált általánossá. Nagycsütörtökön azonban világszerte elhallgatnak a harangok a katolikus templomokban, „a harangok Rómába mennek”. Egészen a húsvéti vigilia Glóriájáig egyetlen harang sem szól újra, majd csak nagyszombattól.

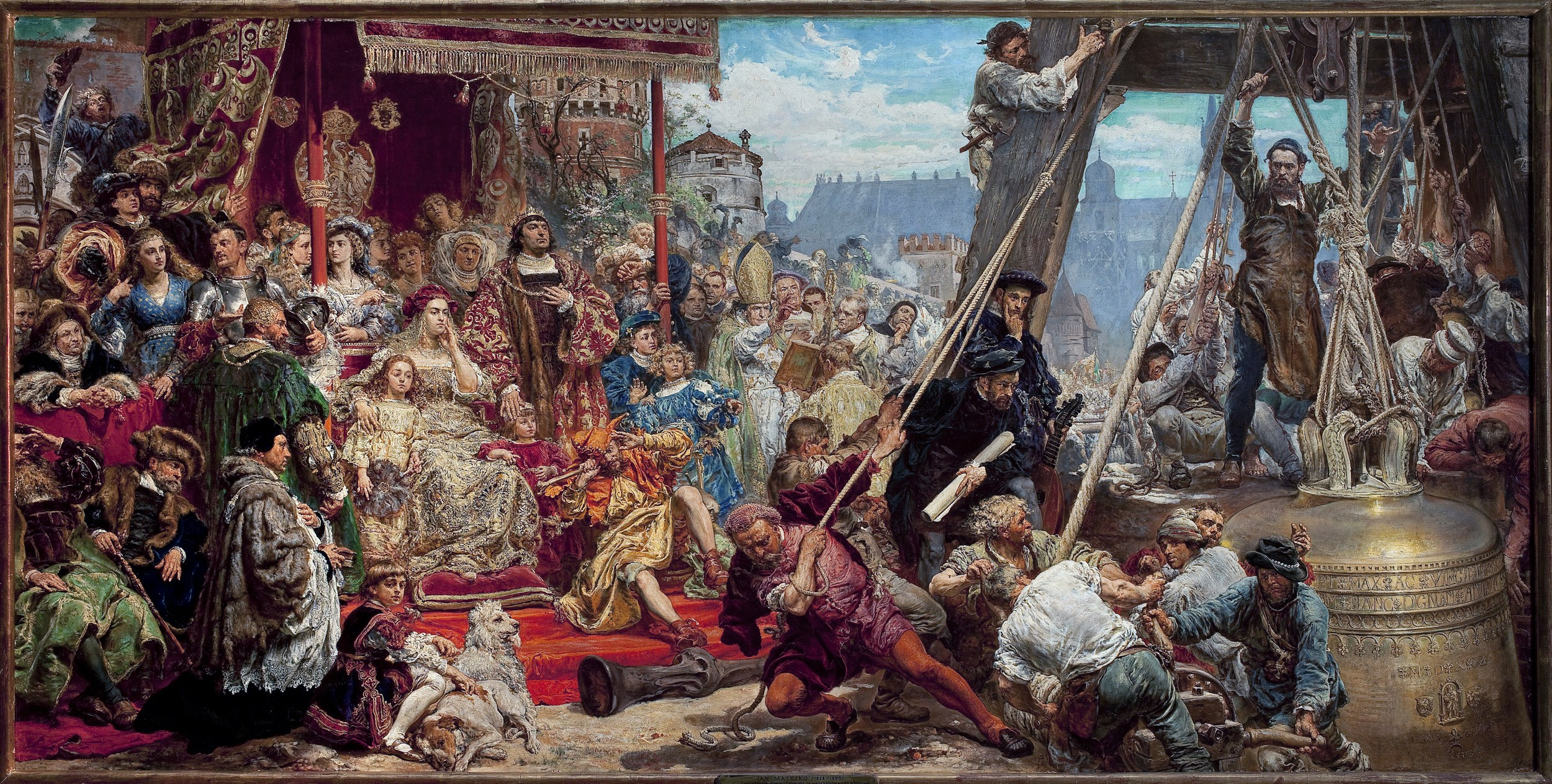
Jan Matejko: A krakkói Zsigmond-harang beemelése 1521-ben. A harang 11 tonnás, 2 méter magas, nyelvének a súlya pedig 3 mázsa

Időmérésre kezdetben a templomtornyokon és a kolostorok falán elhelyezett napórákat használták, amelyet a 14. századtól kezdve váltottak fel a kerekes órák, amelyek azonban még évszázadokon keresztül nem szorították ki a középkori időmérő eszközöket, mert a korai mechanikus órákat is a helyi csillagászati időt mutató napórákhoz szinkronizálták. Az egyházi szertartásokra hívó harangszó ezekhez az időmérő eszközökhöz igazodott. Egy nap háromszor, reggel hat órakor, délben és este hat órakor megszólalhatott az „Angelus-harang”. A középkori településeken a toronyórák ütései jelezték az idő múlását is.
Déli harangozást először a kölni egyházmegyei zsinat (1413) rendelt el, de nem minden napra, hanem csak péntekre, Jézus szenvedésének emlékezetére. A templomi harang elhelyezésére a templomok tornyai voltak használatosak, vagy egy egyszerű oszlopra, gerendaszerkezetre illetve haranglábra függesztették fel a fémharangot, amelynek anyaga leggyakrabban elsősorban bronz. A réz-ón ötvözeten kívül, sárgarézből, öntött acélból, vasból készült harangok is használatosak az olcsóságuk miatt. Azonban ezeknek a hátrányai, hogy rövid élettartamúak, rosszabb a hangjuk és súlyosabbak is. A korai ágyúk nyersanyagául is szolgáló bronzhoz, számos esetben harangok beolvasztásával igyekeztek a hadviselő felek hozzájutni, ezért az egyházi harangokat a harangrekvirálások során világi hatóságok vették igénybe a hadi céljaikra, bizonyos térítés ellenében. 1520-ban a fordítottja is előfordult, amikor Hans Beham nürnbergi öntőmester a lengyel hadsereg katonáinak beolvasztott fegyvereiből elkészítette a krakkói Zsigmond-harangot.
A történelmi előzmények mellett fontos megjegyezni, hogy a keresztények lakta településeken a napszaki háromszori harangozás, megfelelt a napi imádság hármas egységének, de egyfajta rendet is jelentett a családok hétköznapjaiban. A reggeli harangszó a nap kezdését volt hivatott jelezni. A déli harangszót követte az ebéd és az esti pedig arra is vonatkozott, hogy addigra illő volt otthon tartózkodni a család körében.

#### A déli harangozás történelmi oka

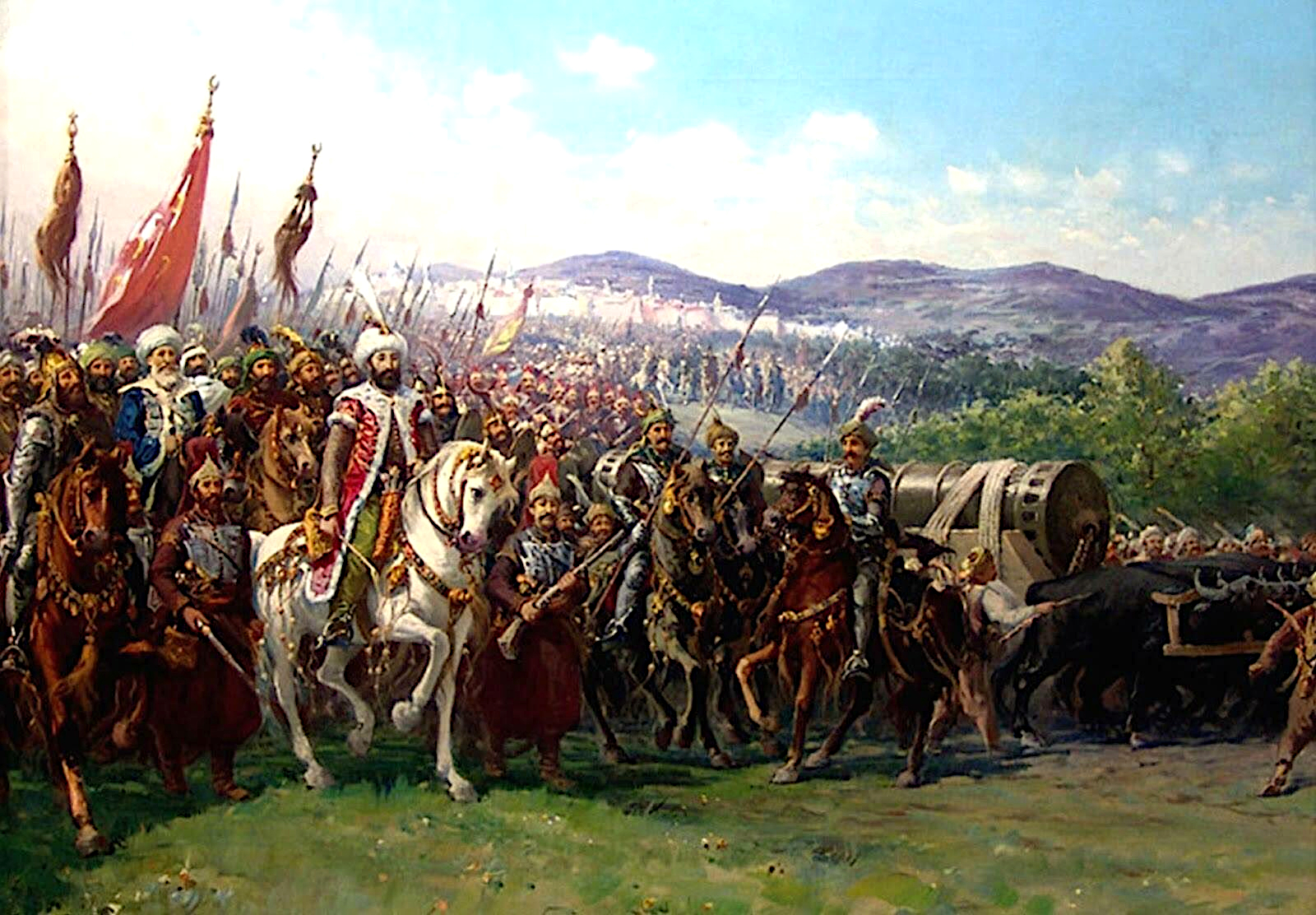
Fausto Zonaro: II. Mehmed oszmán szultán hadserege Konstantinápoly előtt

Az 1071-ben lezajlott manzikerti csata végkifejlete fordulópont volt a Bizánci Birodalom történetében. Sokan a huszonöt évvel később induló keresztes háborúk egyik indítóokaként tartják számon: ekkor bizonyosodott be a Nyugat számára, hogy Konstantinápoly már nem lesz képes megvédeni a keleti kereszténységet. első felében Anatóliában egyre nagyobb hatalommá vált az Oszmán Birodalom. Sorban foglalta el a szétesőben lévő Bizánci Birodalom kisázsiai területeit.
Az utolsó bizánci császár, XI. Kónsztantinosz bizánci császár 1452 decemberében segélykérő levelet írt IV. Miklós pápának, azonban az akkoriban befejeződő százéves háború, a németek széttagoltsága, a Magyar Királyság 1448-as rigómezei veresége – nem tette lehetővé egy komoly európai keresztes haderő megszervezését. 1453. május 29-én pedig Konstantinápoly is az oszmánok kezére került. 1455. június 1-jén II. Mehmed szultán elfoglalta a gazdag ezüstbányáiról nevezetes Novo Brdót és Dél-Szerbiát. Ekkorra a nyugati keresztény kultúra határa a Magyar Királyság határvonalán a Dunánál húzódott, ezért Hunyadinak jutott az a feladat, hogy feltartóztassa az erőszakos török terjeszkedést. Aeneas Sylvius Piccolomini Hunyadit úgy jellemezte, hogy „a töröknek egyetlen félelme és vallásunknak legerősebb kardja”. Rá várt a fegyveres védelem megszervezése és irányítása, amikor 1456-ban II. Mehmed oszmán szultán az óriási hadseregével a Magyar Királyság ellen fordult és megostromolta Nándorfehérvár várát. Az Oszmán Birodalom és vele az iszlám balkáni előrenyomulása következtében Magyarországnak a kereszténység védelmében betöltött szerepe egyre hangsúlyosabbá vált.

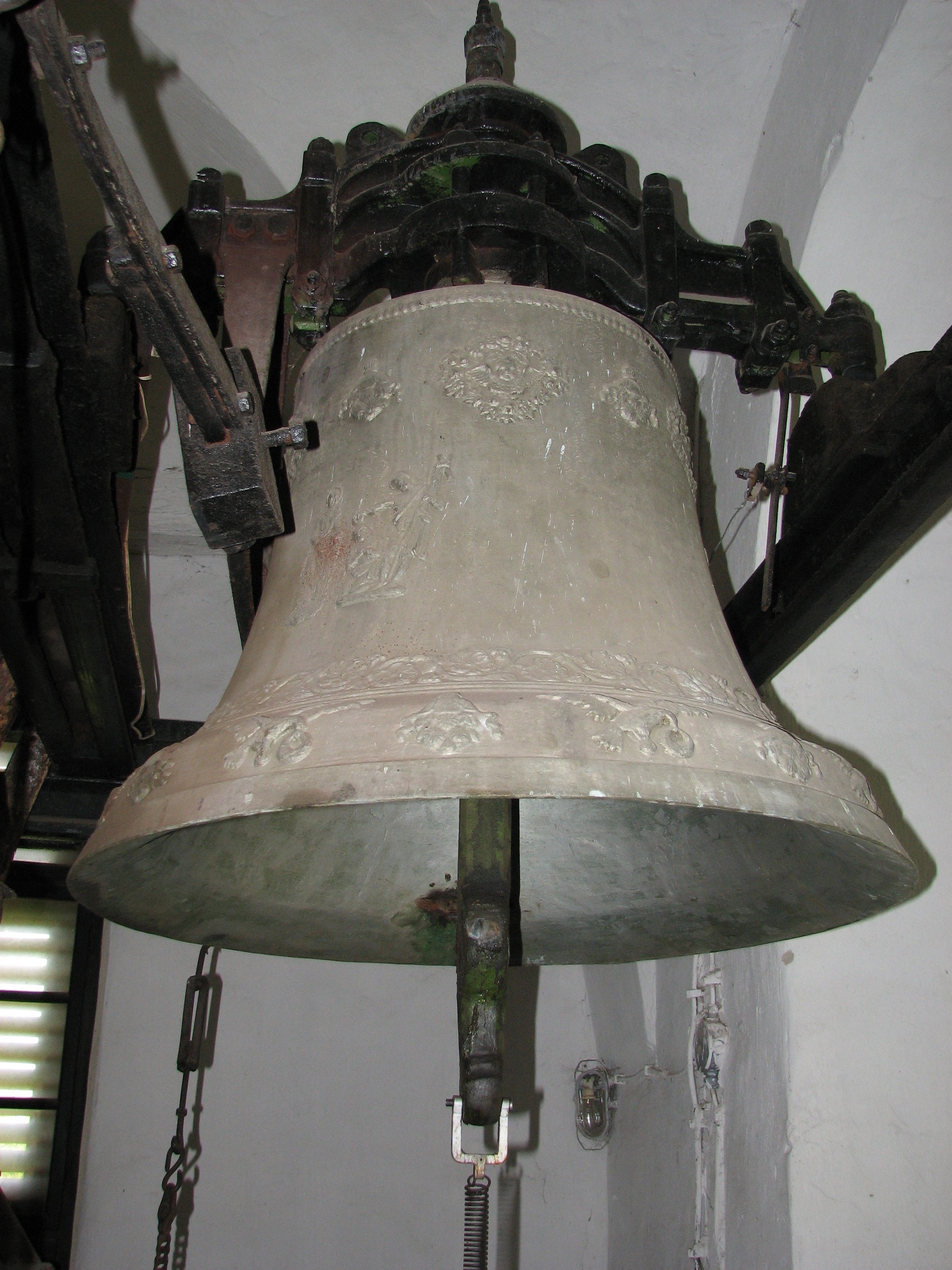
A hajdúdorogi görögkatolikus székesegyház II. János Pál-harangja
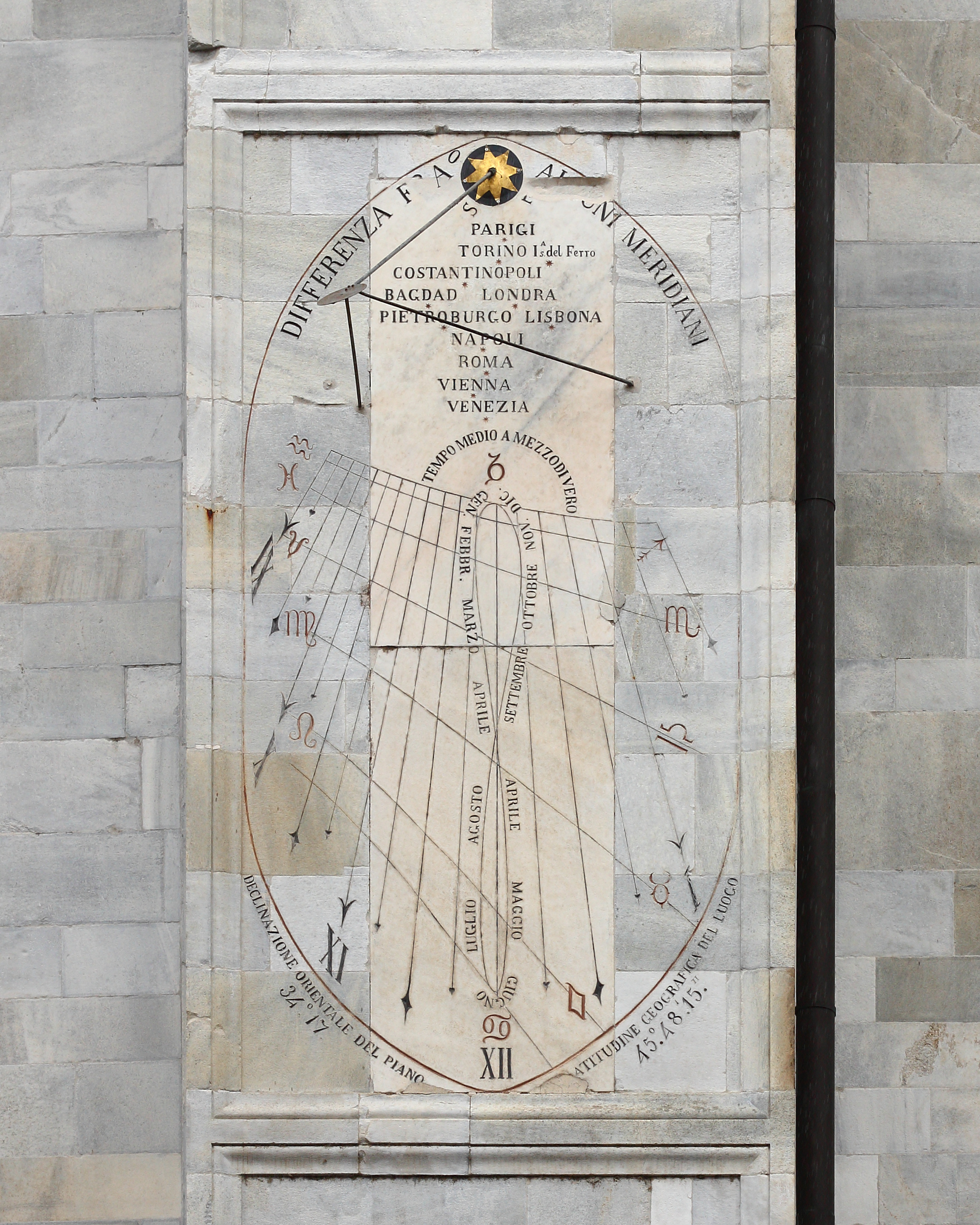
A pontos helyi időt mutató napóra rávésett analemma-görbével a comói katedrális falán
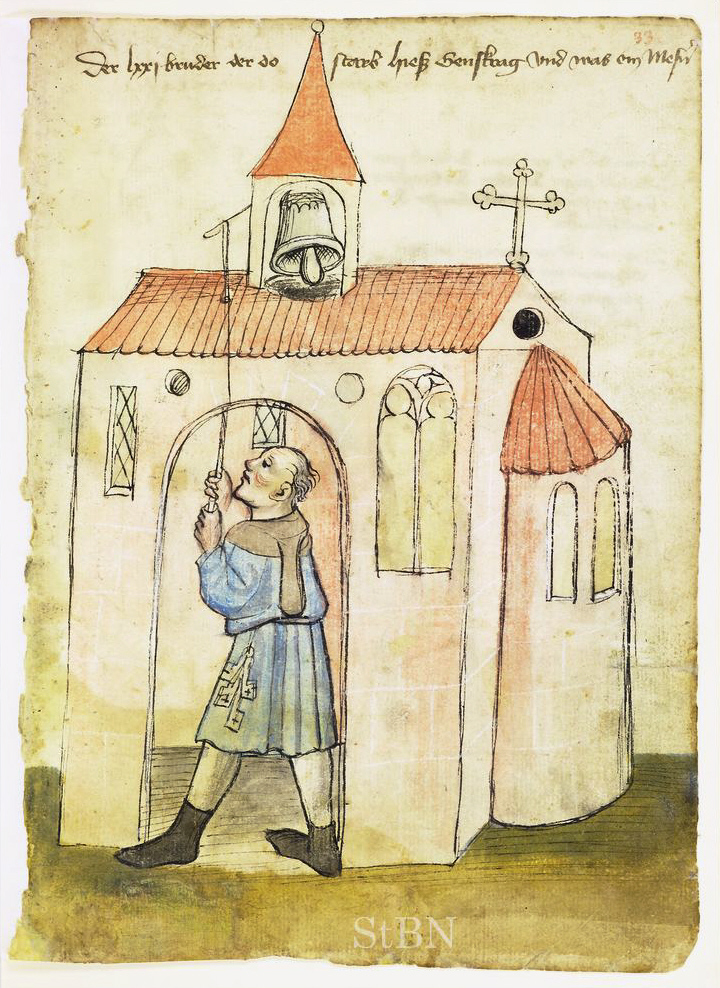
Harangozó sekrestyés, Hausbuch der Mendelschen, 1425
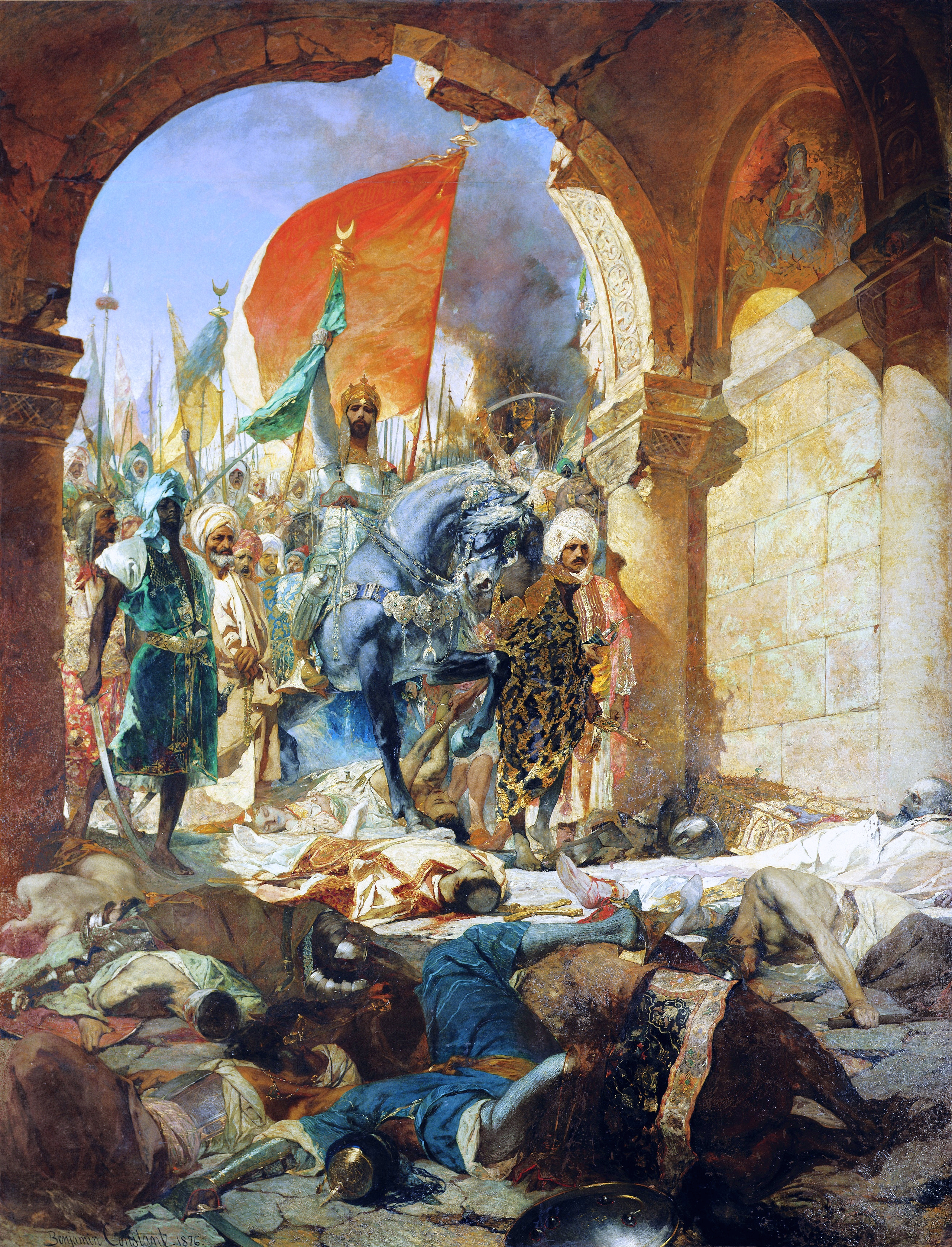
Benjamin Constant: A „hódító” II. Mehmed oszmán szultán bevonulása Konstantinápolyba

### III. Kallixtusz pápa imádságok bullája
- Üdvözlégy (latin nyelven)Schola Gregoriana – Ave Maria

Nem tudod lejátszani a fájlt?
- Miatyánk (latin nyelven)Schola Gregoriana Pater Noster

Nem tudod lejátszani a fájlt?
…Mindenható örök Isten, kinek kezében vannak mindenek hatalmasságai és az összes országok jogai, tekints a keresztények megsegítésére, hogy a pogányok népei, akik saját erejükben bíznak, jobbod hatalmától megtöressenek. Azoknak pedig, akik miséznek és ezt a könyörgést mondják, az Egyház lelki kincstárából a rájuk háramló büntetésből 100 napot az Úrban kegyesen elengedünk. És hogy minden nép, fajra és nemre való különbség nélkül, ezeknek az imáknak és búcsúknak részese lehessen, megparancsoljuk és elrendeljük, hogy az összes városok, területek és helyek mindenegyes templomában a Nona és Vesperás között, tudniillik a Vesperásra harangozás előtt, de azt legalább egy félórával megelőző időpontban, egy vagy több messzehangzó haranggal, hogy jól hallhatók legyenek, mindenegyes nap háromszor harangozzanak, ahogy este az angyali üdvözletre harangozni szokás, és akkor ki-ki az Úr imádságát, azaz a Miatyánkot és az angyali üdvözletet, vagyis az Üdvözlégy Mária, malaszttal teljes-t háromszor köteles elmondani…

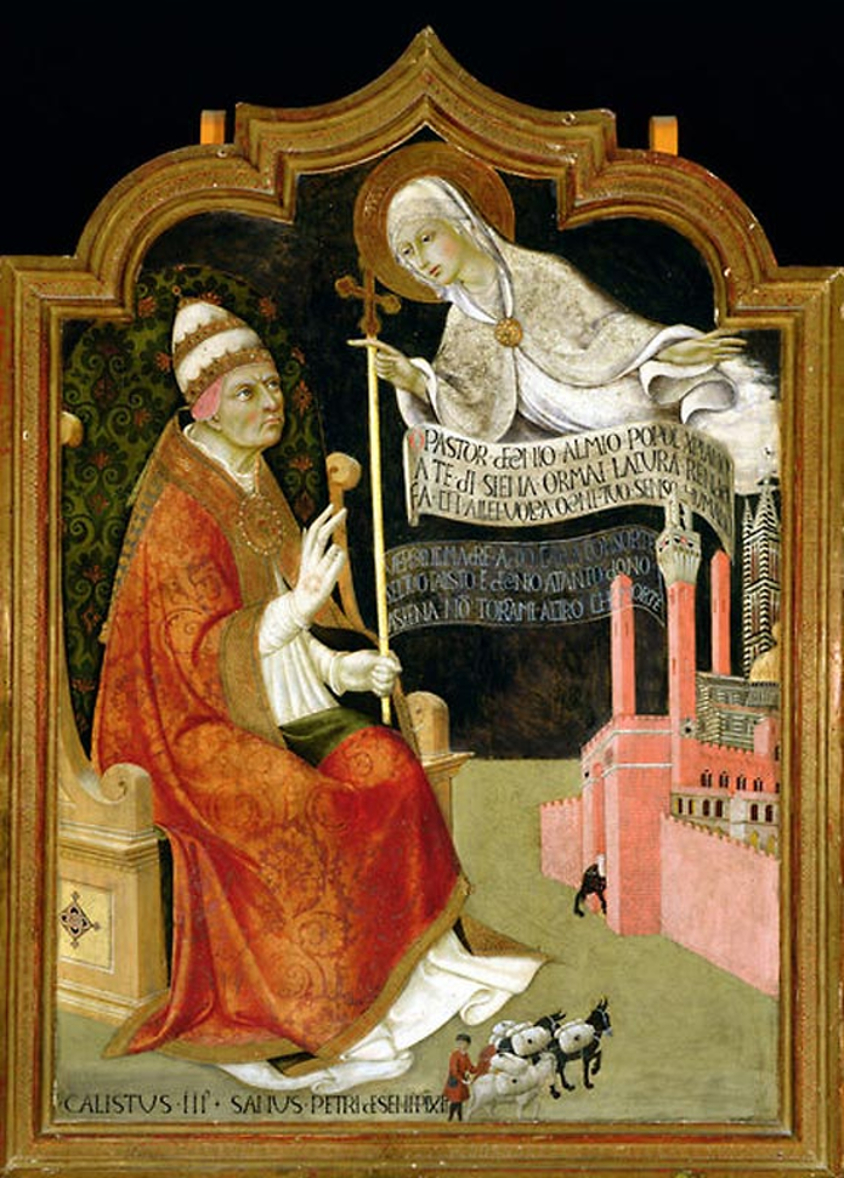
Sano di Pietro: A Madonna felajánlja Sienát
A nyugati keresztény egyház vezetője III. Kallixtusz pápa – mindössze három esztendőn át – szinte teljes hivatali idejét az Oszmán Birodalom elleni keresztes hadjárat szervezésének szentelte. A pápa széleskörű nemzetközi szervező tevékenységet folytatott, hogy egy nagy európai keresztény összefogás jöjjön létre az iszlám egyre erősödő előrenyomulása ellen. A török veszélyt átérző főpap 1455. május 15-én új keresztes bullát adott ki és intézkedéseket is tett, hogy a keresztes hadjárat terve megvalósulhasson. Leállíttatta a vatikáni építkezéseket, elrendelte az egyházi javadalmakat megadóztató „török tized” begyűjtését, önkéntes keresztes had szervezésére legátusokat nevezett ki Európa királyságaiba, akik tárgyalásokat folytattak az egységes fellépés érdekében. 1456. június 29-én kelt „Cum hiis superioribus annis” (Mivel ezekben az utóbbi években) kezdetű bullájában, az úgynevezett Bulla Turcorum vagy Imabulla elnevezésű felhívásában, az egész római katolikus egyház számára előírta az imára hívó déli harangozást a keresztény templomokban. Azért, hogy mint ahogyan a muszlimoknál a müezzin naponta ötször imára hívja a híveket, a keresztény híveket is imára szólítsa az „egy vagy több messzehangzó harang” szava, így természetesen a Nándorfehérvárnál összegyűlt magyarországi keresztes sereg törökök elleni harcának sikeréért is.
Kallixtusz pápának

A déli harangozást elrendelő pápai bullát – amely időpontként még nem pontosan a delet határozta meg – a pápa három héttel a nándorfehérvári győzelem előtt hirdette ki a Szent Péter-bazilikában, ami később Hunyadi és Kapisztrán török elleni diadalának éppen akkor terjedő hírével Európa-szerte szorosan összekapcsolódott. III. Kallixtus augusztus 6-án értesülve a diadalról, maga is új értelmezést adott imabullájának, hivatalos kapcsolatot teremtve a délben elrendelt ima és harangszó. valamint a nándorfehérvári diadal között, mondván „Minthogy Isten győzelemre segítette a keresztények fegyvereit, a harangszó alatt elmondott imák egyben a hálaadás imái legyenek”. A keresztesek és nemesi bandériumok nándorfehérvári győzelme, a Magyar Királyság államalkotó (magyar, szerb, román, horvát, szász, szlovák) hungarus népeinek a sikerét és összefogását is dicséri. III. Kallixtus pápa a keresztény fegyverek győzelmének emlékére az egyház számára hivatalos ünneppé nyilvánította az Urunk színeváltozásának új ünnepét is. Mindezek után a déli harangszó, a nándorfehérvári diadal dicsőségét hirdető és egyben a keresztények török feletti győzelméért imára felhívó szokásként, fokozatosan átment a köztudatba. A mindennapos déli harangozás először a Magyar Királyságban vált szokásossá, később innen terjedt át Európa többi keresztény országára.
III. Kallixtus pápa idejéig a déli harangozás csak helyenként volt gyakorlatban péntekeken, ennek időpontja is ingadozó volt, részben délelőtt, részben délután vagy a déli órában. Az első általános előírást a mindennapi déli harangszóra a „Cum his superioribus annis impius nominis christiani persecutor Turcorum tyrannus post oppressam Constantinopolim Civitatem” kezdetű „Bulla Orationum” tartalmazta.

### Hunyadi győzelme Nándorfehérvárnál

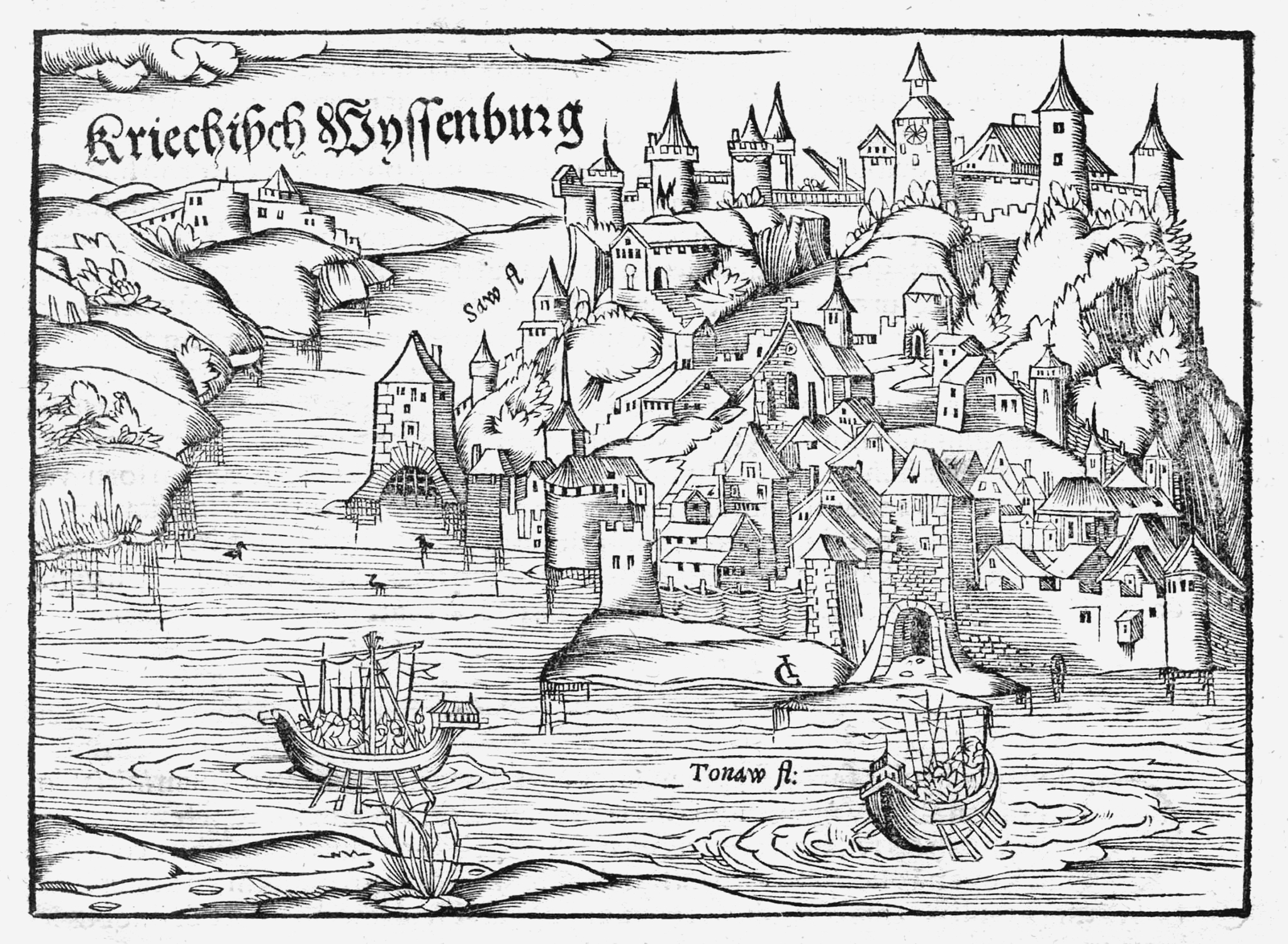
Nándorfehérvár vára, Sebastian Münster Cosmographia universalis című művében

A kiskorú V. László király helyett 1446 és 1453 között országgyűlési jóváhagyással, Hunyadi János kormányzott. Az 1455-ös rendi országgyűlés Magyarország „királyi főkapitányává és a királyi jövedelmek kezelőjévé” nevezte ki és ígéretet tett a bárók, nemesek és főpapok személyes hadba vonulására is. Azonban nem sikerült konszolidálni a magyar belpolitikai állapotokat és az ország a rendi anarchia állapota felé sodródott. Sokan nem szálltak hadba és azt hangoztatták, hogy a keresztes háború a nagyravágyó Hunyadi személyes ügye, akit olyan vádakkal illettek, hogy a kincstári pénzekből a saját zsebét tömi és a muszlim szultán fizetett embere. A háborús veszély hírére a magyar főurak közül Hunyadi mellett, csak Újlaki Miklós, Kórógyi János, Kanizsai László és Rozgonyi Sebestyén kezdte meg bandériumainak felállítását, ezzel mintegy 12 ezer főre gyarapodott a sereg létszáma. Hunyadi János főkapitány sereget gyűjtött Szegedre. Sógora, Szilágyi Mihály kapitány segítségével őrséget küldött Nándorfehérvár várába, és nagyobb hadi tartalékokat halmozott föl.
…III. Callixtus, akinek a római szék ugyanezen időben jutott osztályul, Johannest, a Szent Angyal bíbornokát, akit már korábban kiváló erényű férfiúként említettünk, azon feladattal küldötte követként, hogy a németeket fegyverbe szólítsa, s hogy a törökök támadását mérsékelje. Ő mindazoknak, akik a törökök ellen harcolni akartak, bűnbocsánatot ígért, s Kapisztrán János segítségével, aki ugyanezen időben Magyarországon prédikált, keresztesek nem csekély seregét gyűjtötte össze — nem a gazdagok és a nemesek közül, hanem a nincstelen s nemtelen népből. Süketek voltak a gazdagok fülei az evangélium számára, s a fejedelmek nem hallgatták meg az isteni igét. A hatalmasok, megelégedvén a dolgok jelen állásával, Krisztus eljövendő országát csak haldokolván keresték: a hívő szegénység azonban könnyen engedelmeskedett az igehirdetőknek. Több mint negyvenezren lettek keresztesekké. Ε csapat inkább hittel, semmint fegyverekkel volt felvértezve.

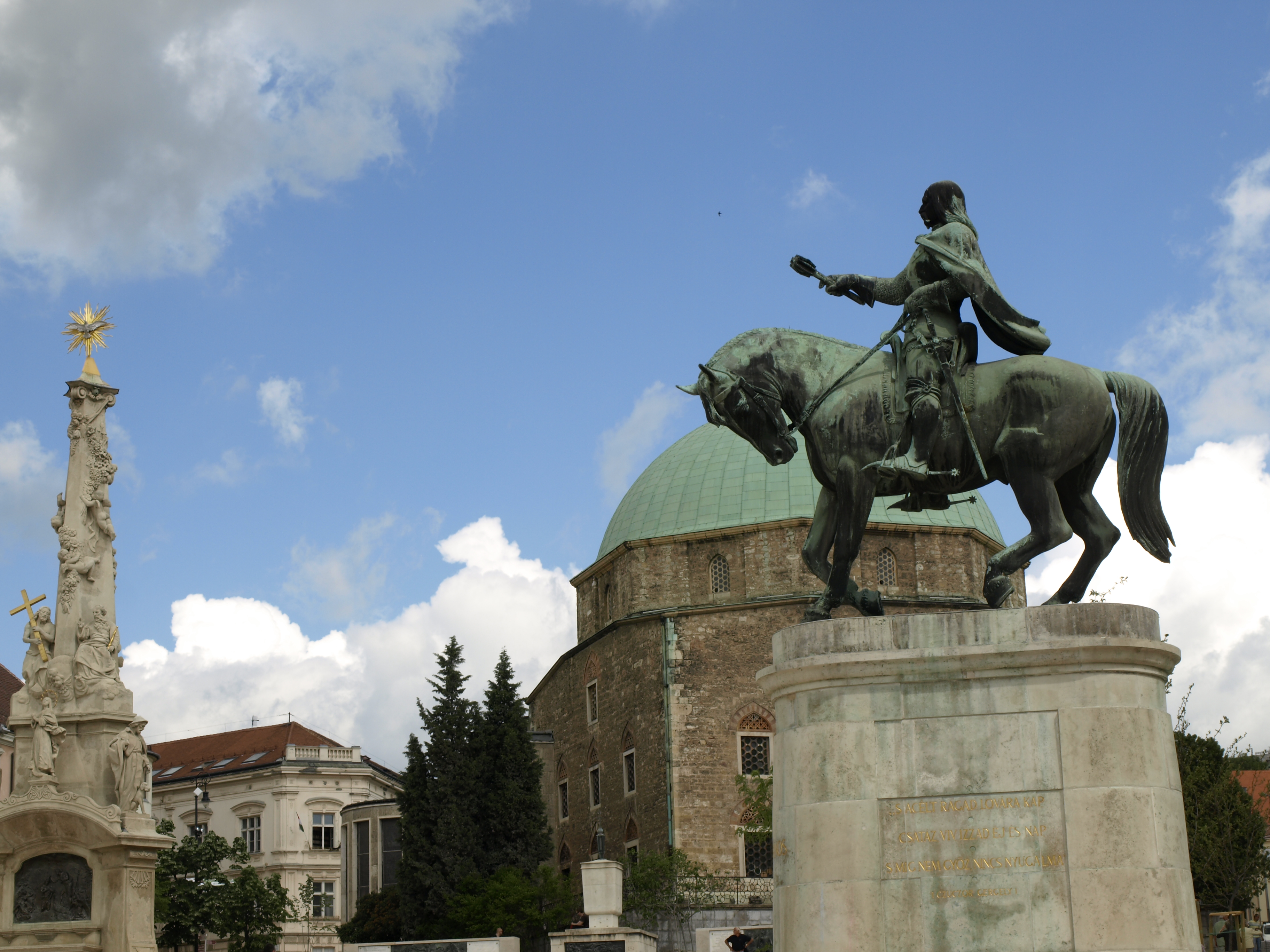
Hunyadi János szobra a pécsi Széchenyi téren. Pátzay Pál alkotása (1956)

Az összegyűlt magyar sereg június 12-én indult el Nándorfehérvár felé. Hunyadi és Kapisztrán serege a Tisza két partján vonult. A folyó bal partján a reguláris hadsereg, a jobb parton Kapisztrán keresztesei. A seregek 1456. július 4-én csaptak össze. A szultán ágyúival lövetni kezdte a várat. Giovanni da Tagliacozzo Kapisztrán János titkára szerint, aki július 4-én nem követte Kapiztránt a keresztesek táborába, és a várban maradt „… tíz nap elteltével a vár valamennyi falát földdel tették egyenlővé…”. A szultán július 21-én, Nándorfehérvár ostromának mielőbbi befejezése érdekében, végső rohamot rendelt el a hadseregének. Ekkor történt egy vitatott legenda szerint, hogy Dugovics Titusz a mélybe rántott egy török katonát, aki az oszmán hadsereg korabeli hadijelvényét, a lófarkas zászlót ki akarta tűzni a vár fokára. Dugovics „mivel sehogy sem tudta megakadályozni, hogy a toronyra kitűzze a jelvényt, átnyalábolta a törököt, és a magasból a mélybe leugorva, magával rántotta”. (Antonio Bonfini)

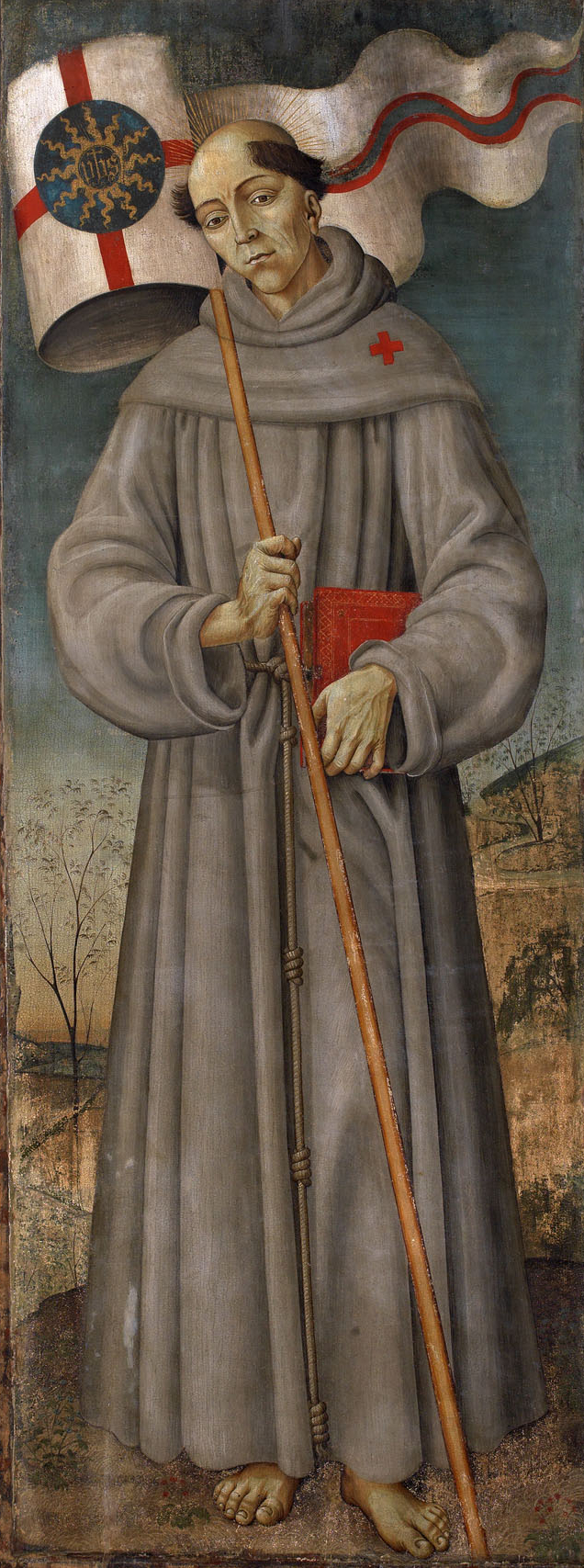
Kapisztrán egy Jézus-monogramot festett a zászlójára és a katonákat így biztatta: „Ez az a nap, melyet az Úr adott nekünk. Örvendjünk és vigadjunk rajta.”

Kapisztrán egy Jézus-monogramot festett arra a zászlóra, amely alatt Nándorfehérvárnál az általa toborzott keresztesek csapatai harcoltak. Az egykorú leírások szerint a Jézus nevével díszített zászló segítette győzelemre a katonákat.)
Ne nyújtsátok ki kezeteket rablott jószág után, hanem szálljatok szembe Krisztus keresztjének ellenségeivel. Űzzétek el őket, ne engedjétek, hogy a kereszténységet legyűrjék. Könnyen legyőznek minket, ha csak zsákmány után járunk; levernek minket a törökök, ha zsákmányért üldözzük őket. Harcoljatok vitézül Krisztusért, és meglátjátok, hogy Isten áldása lesz rajtatok! Ha őket legyőzzük, mindaz, amit ellenünk idehordtak, a birtokunkba kerül. Legyetek bátrak a harcban, küzdjetek meg az ősi kígyóval, és megnyeritek az örök boldogságot! Gyónjátok meg bűneiteket, és a római pápa teljes bűnbocsánatot ad nektek! Ó, fiaim, ó, legkedvesebb magyarjaim, ó ti szegények! Fel a csatára a török ellen!!!

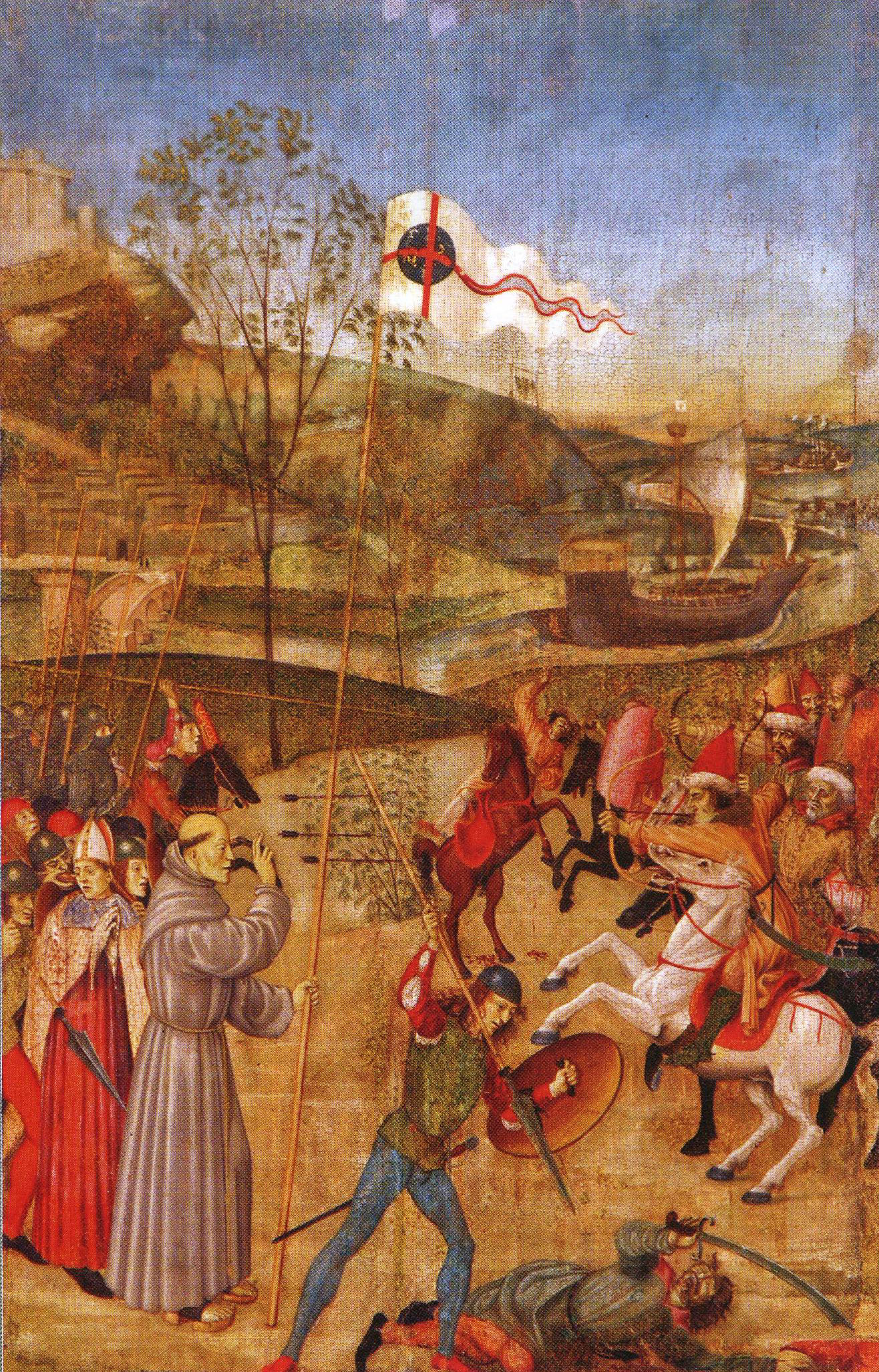
Giovanni di Bartolomeo d’Aquila: Kapisztrán János a nándorfehérvári csatában

Habár Hunyadi megtiltotta a szultán tábora elleni támadást, Kapisztrán gyújtó hangú lelkesítő beszéde után a keresztesek közül néhányan önállóan elkezdtek átkelni a Száván, hogy a török seregre támadjanak, Kapisztrán utánuk ment, hogy megállítsa a spontán elkezdődött támadást. Azonban a többi keresztes katona is azt hitte, hogy rohamozni kell. A ferences szerzetest ekkorra már elragadta a hév és ő is belevetette magát a harcba. 
A csata sorsa akkor dőlt el, amikor a török lovasság rátört Kapisztrán keresztes seregére, az óvatlan és elbizakodott muszlimok ágyúi azonban a biztos hadisiker reményében őrizetlenül maradtak. Ekkor Hunyadi János tíz–tizenkétezer emberrel kitört a várból és elfoglalta a törökök fegyvereit, majd az ágyúkat Kapisztrán csapata felé vágtató muzulmán lovasság ellen fordította, akiket így váratlan megsemmisítő ágyútűz ért hátulról. Július 22-én este a szultánnak menekülnie kellett. Thuróczy János krónikája szerint: „Fennhéjázó elmével, gőgös szemmel maga akart uralkodni az egész földkerekségen, s isten ítélete szerint paraszti kéztől vette vereségét, mely pedig inkább kapa- mint fegyverforgatásra való. Sok trombita, sok dob hangja mellett vidáman érkezett és csúnyán futott meg az éjszaka csöndjében."
Nándorfehérvár ostromáról és Kapisztrán tetteiről barátja és rendtársa, Giovanni da Tagliacozzo, valamint három életrajzírója: Girolamo da Udine, Niccolo di Fara és Cristoforo Varese adott hírt az utókornak.
Hunyadi János hadseregének Nándorfehérvár ostromakor aratott győzelméhez mérhető hadisikert az európai hadseregek közül egyik sem ért el addig a hódító oszmánok ellen.
Kallixtusz, amikor értesült a győzelemről, imabullájának rendelkezését korrigálva, a kiszabott imádságokat már nem könyörgésként, hanem hálaadásként rendelte el. A hálaadó harangszó ezután hagyománnyá vált és szokásban maradt az egész katolikus keresztény világban a török elleni győzelem emlékére. Ugyancsak a nándorfehérvári győzelem emlékére rendelte el később a pápa Jézus isteni dicsőségének megmutatkozása, Krisztus színeváltozásának ünnepét augusztus 6-ára. Ezzel az ünneppel is összekapcsolva az 1456. július 22-i győzelmet, amelynek híre két héttel később, épp augusztus 6-án érkezett a pápai udvarba.

### VI. Sándor pápa megerősítő rendelkezése
Negyvennégy évvel III. Kallixtusz pápa déltájban („inter nonas et vesperos”) történő, templomi harangozást elrendelő imabullájának kihirdetése után, VI. Sándor pápa az 1500-as jubileumi szentévben, augusztus 9-én, miután 1499-ben az első lepantói csatában a muszlim tengeri flotta döntő győzelmet aratott a velenceiek felett, az ismét megújuló veszedelem miatt – az imát ekkor már a déli időpontra helyezve – újra elrendelte és megerősítette a délben történő templomi harangozást. 
eadem die in meridie pro prima vice pulsatum est in omnibus ecclesiis parochialibus urbis Pater noster et Ave Maria dicendum contra Turcas prout tempore felicis recordationis Calixti pape III. fuit institutum et ex parte s(anctissimi) d(omini) n(ostri), ut intellexi, mandatum pulsari huismodi in meridie, mandatum pulsari huiusmodi in meridie singulis anni diebus perpetuis futuris diebus debere observari.
A papi zsolozsma kánoni óráit előrehozták és így a korábbi Imabulla szerint „inter nonas et vesperos” meghatározott ima időpontja egybeesett a helyi déli időponttal. Azóta a húsvéti nagyhét utolsó napjainak kivételével, a római katolikus és néhány protestáns templomban is, délben minden nap harangoznak. Ez a harangszó világszerte a magyar történelem egyik legjelentősebb győzelmének emléke előtt is tiszteleg.

## Déli harangszó a médiában
Magyarországon a déli harangszó a médiában is mindennapi jelenséggé vált. A magyar rádiótörténet szerint Szőts Ernő műsorigazgató ötlete volt az a több magyar rádió és televíziós csatornán máig követett szokás, hogy naponta műsorzáráskor a Himnusszal köszönjenek el a hallgatóktól/nézőktől és délben legyen déli harangszó. Az első harangszót a Magyar Rádióban 1928. április 1-jén, a Budapesti Egyetemi templomból közvetítették, a templom nyugati tornyában levő 4 harang közül a legnagyobb szólt délben.
1929. januárjában a csehszlovákiához tartozó Kassai Rádióban a kassai dóm déli és esti harangszavát közvetítették.
Több tévé- és rádióadó (pl. M1, Duna, Kossuth Rádió, Petőfi Rádió, Muravidéki Magyar Rádió és az osztrák Ö2 egyes adásai (pl. Radio Vorarlberg)) déli 12 órakor harangszóval szakítja meg adását. A Kossuth Rádióban minden nap máshonnan szól délben a harang, a Petőfi Rádióban minden nap a budapesti Kálvin téri református templom 1980-ban elrepedt harangja szól. A felvétel az 1930-as években készült, napjainkban digitálisan felújított változatban hallható. A Magyar Televízióban 1994-től 2011-ig a Mátyás-templom 1891-ben öntött Szent Károly-harangja (b°-f' tónus) szólt, azóta a harang változatlan, csak új képekkel. Az újraforgatáshoz hozzájárult az is, hogy 2010-ben a harangot felújították a templom hiányzó, második világháborúban elpusztított harangjainak újraöntése keretében; előtte, a 90-es évek elején a pankaszi harangláb harangjának felvételét sugározták.

## A déli harangszóhoz köthető szokások

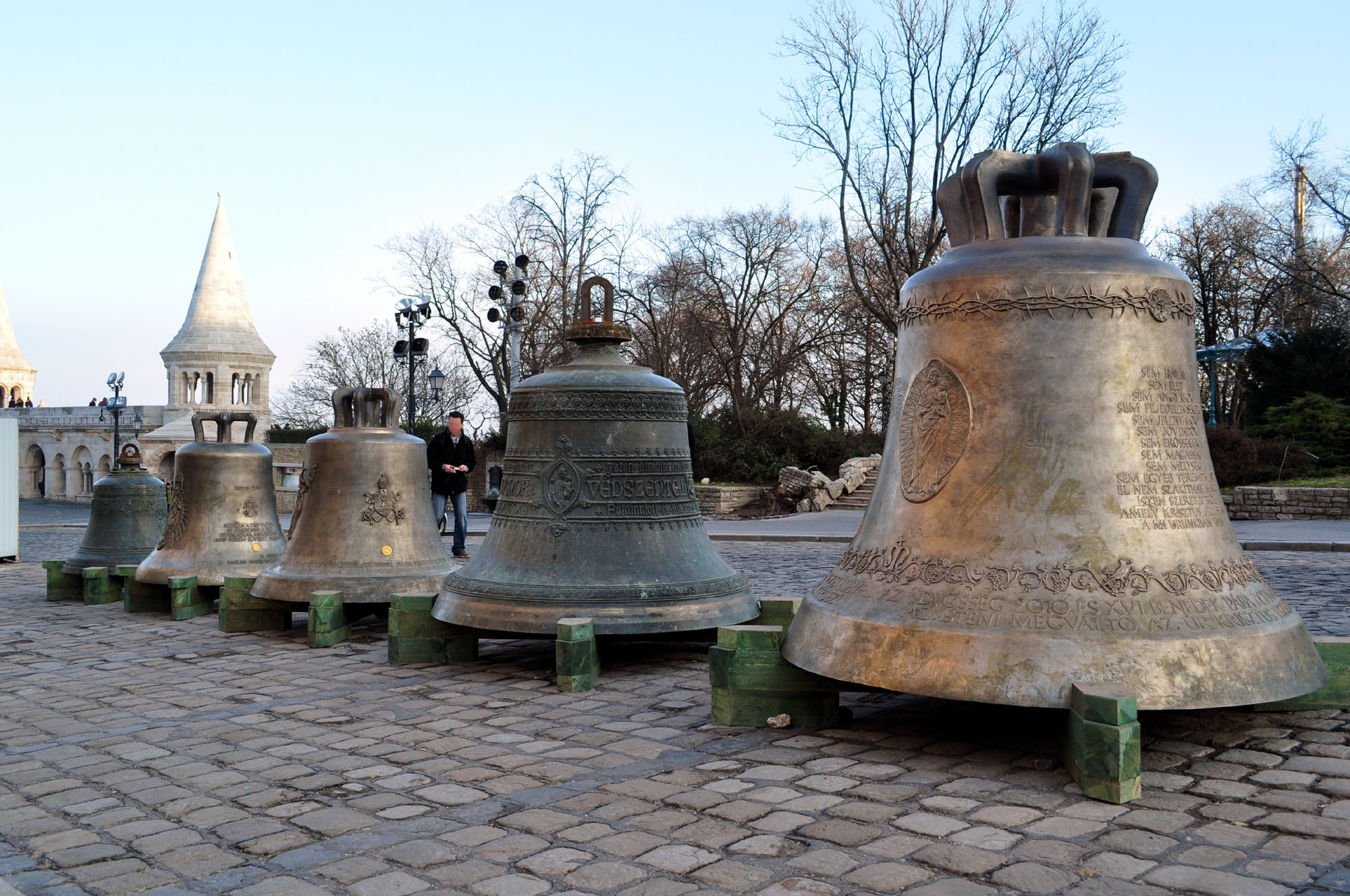
A Mátyás-templom harangjai közszemlén. Jobboldalon a Krisztus-harang Budapest 2. legnagyobb harangja

Az egyházi harangok speciális hangszerek, „nem komponált” zeneként szólalnak meg egymással összhangban. Napjainkban a déli harangszó minden nap a pontosan déli 12 órakor megszólaló, Úrangyala-imádságra hívó harangszó (angelus). Az egész világon elterjedt harangozási szokás a katolikus templomokban. Magyarországon a római katolikus egyház minden plébániájának legalább egy templomában kötelező harangozni délben, illetve minden településen legalább egy katolikus templomban. A református és evangélikus templomok harangjai csak abban az esetben szólnak délben, ha a gyülekezet vezetése úgy dönt. A déli harangszót általában ősi, évszázados hagyomány határozza meg. Leginkább faluhelyen vagy a nagyobb alföldi városokban jellemző. Budapesten és az agglomerációjában a református és evangélikus templomokban a déli harangszó rendkívül ritka. Minden délben a budapesti Szent István-bazilika északi nagytornyában Szent István sógoráról, Szent Henrik német-római császárról elnevezett „Henrik harang” szól 2 percen keresztül. A harangozást az érvényben lévő magyar jogszabályok alapján korlátozni nem lehet. A magyar Kossuth Rádió különböző katolikus és protestáns templomokból délben, 12:00-12:01 között közvetíti a déli harangszót.
- Nagypénteken és nagyszombaton a katolikus templomokban nincs déli harangszó, a népnyelv ezt úgy hívja: „a harangok Rómába mennek”.[83]
- Népszokás volt, mely az 1930-as években még élt Magyarországon, hogy a keresztény anyák a déli harangszó idejében megszoptatták csecsemőiket.[67][83]
- A napszaki harangozások szerint a reggel-délben-este megszólaló harangszót Úrangyalának nevezik. A legtöbb templomban ilyenkor csak 1 harang szólal meg 3/4-es ütemben és imádságra szólít fel. Ez azt is jelenti, hogy a hívők ilyenkor összekulcsolják a kezüket és imádkoznak a harangszó alatt. A férfiaknak ilyenkor illett a kalapjukat levenni.[34][84]
- A magyar Országgyűlés 2011-ben (58/2011. (VII. 7.) OGY határozat) Hunyadi János nándorfehérvári győzelmének emléknapjává nyilvánította július 22-ét.[85]
- A dunántúli falvak protestáns templomaiban előfordul, hogy reggel és este harangoznak, délben viszont nem. Például dégi református templom.

### Az Úrangyala imádság

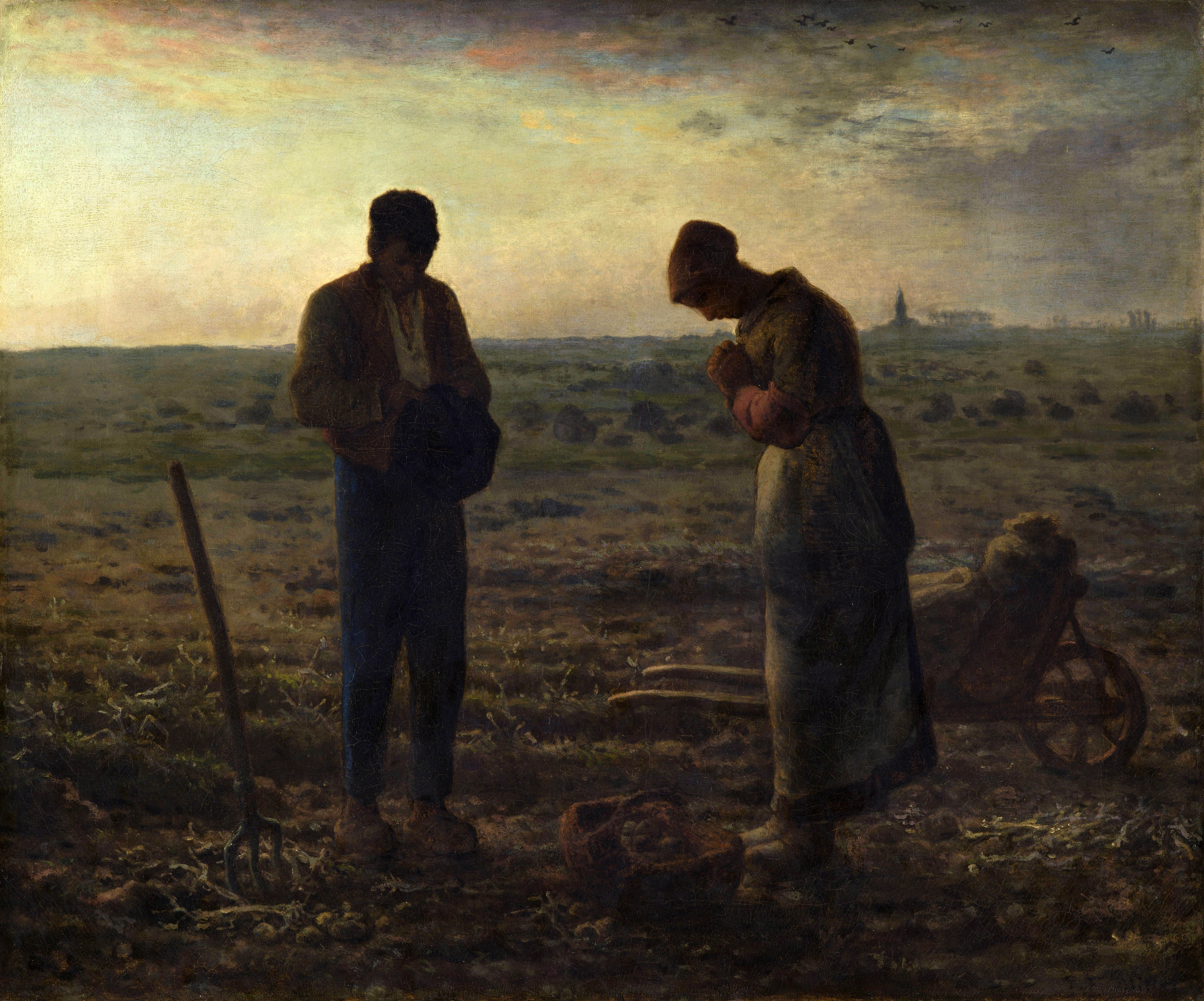
Jean-François Millet: Úrangyala imádság a mezőn

Az Úrangyala (Angelus) imádság három versből és a hozzájuk kapcsolódó Üdvözlégyből, majd egy zárókönyörgésből áll.
Az Úr angyala köszönté a Boldogságos Szűz Máriát, és ő méhébe fogadá Szentlélektől szent Fiát. Üdvözlégy, Mária...
Íme az Úrnak szolgálóleánya, legyen nekem a te igéd szerint. Üdvözlégy, Mária...
És az Ige testté lőn, és miköztünk lakozék. Üdvözlégy, Mária...
Az Úrangyala latinul:
Angelus Domini nuntiavit Mariae, et concepit de Spiritu Sancto. Ave...
Ecce ancilla Domini, fiat mihi secundum verbum tuum. Ave...
Et Verbum caro factum est, et habitavit in nobis. Ave...

## Galéria

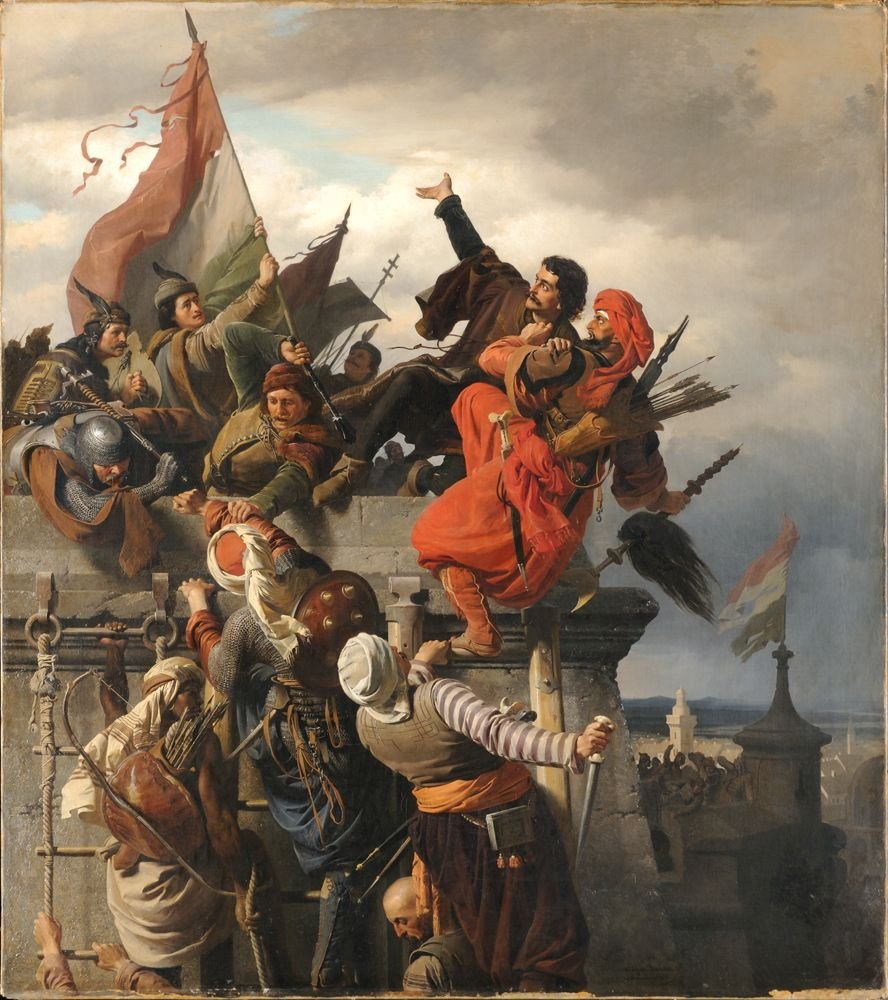
Wagner Sándor: Dugovics Titusz önfeláldozása. Wagner Sándor a történelmi festészet historizáló stílusában festette meg a legenda kulcsjelenetét
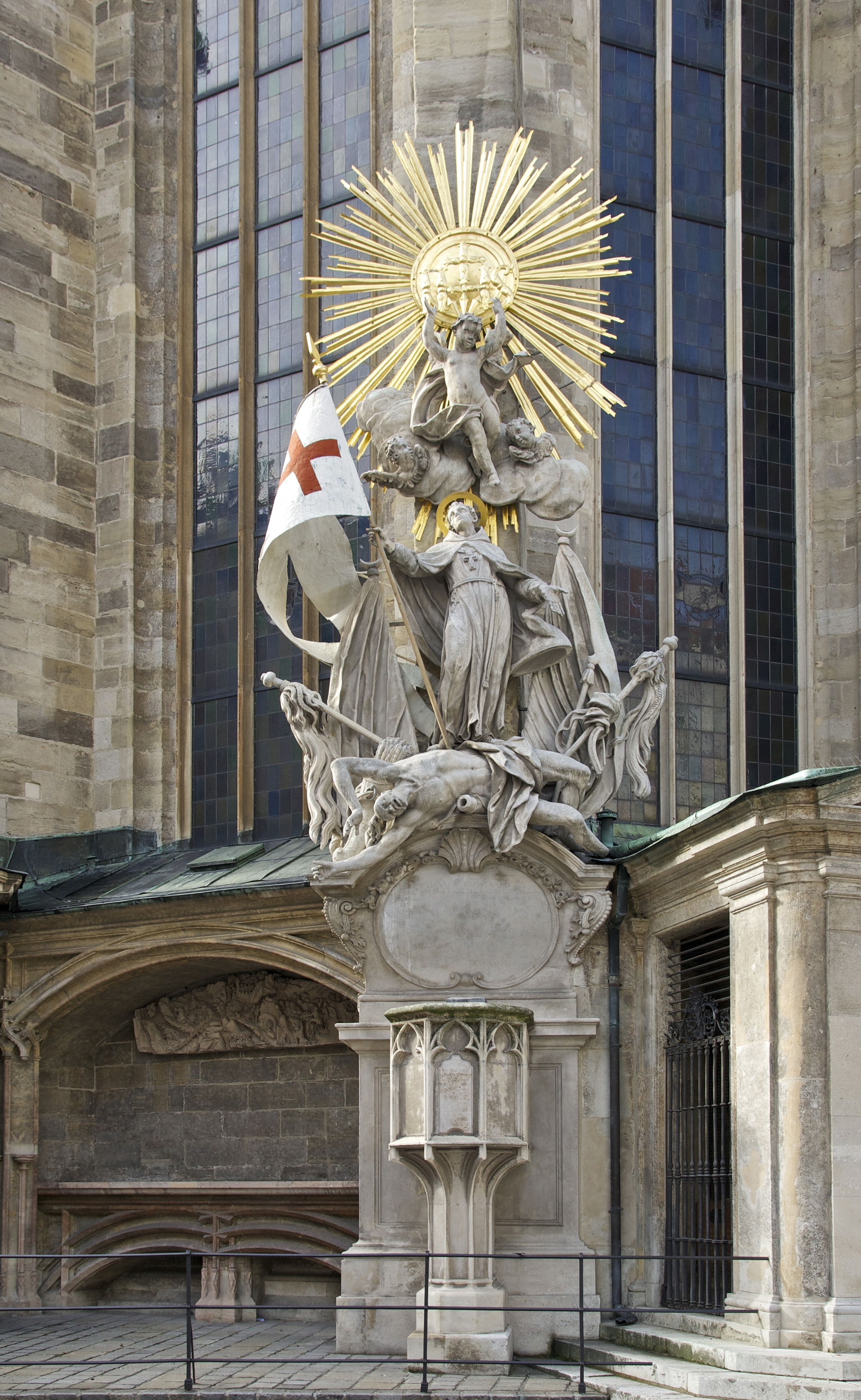
Kapisztrán szószéke Bécsben a Szent István-székesegyház (Stephanskirche) díszítménye
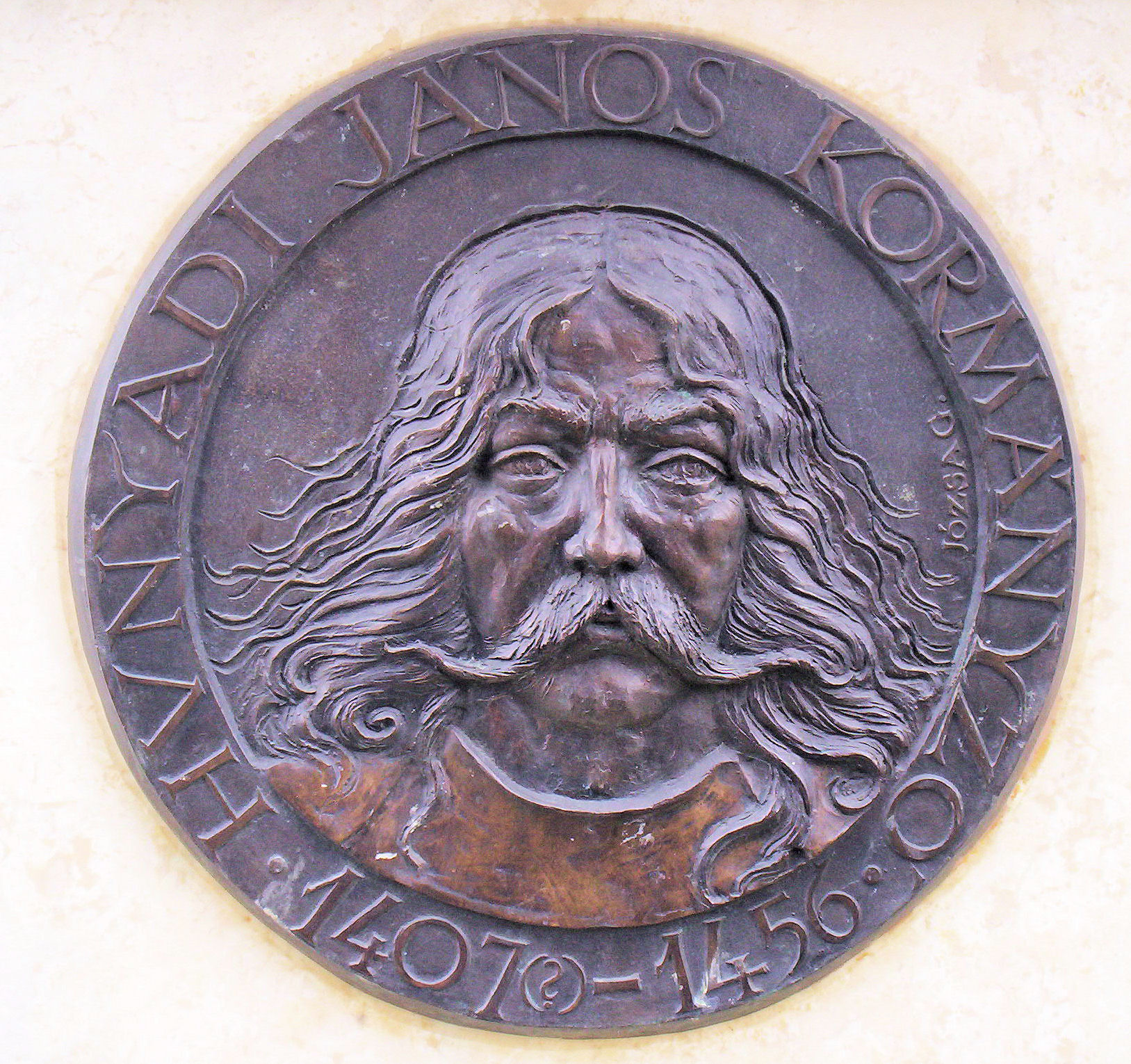
Hunyadi János, dombormű a szegedi Hunyadi Mátyás-szobor talapzatán
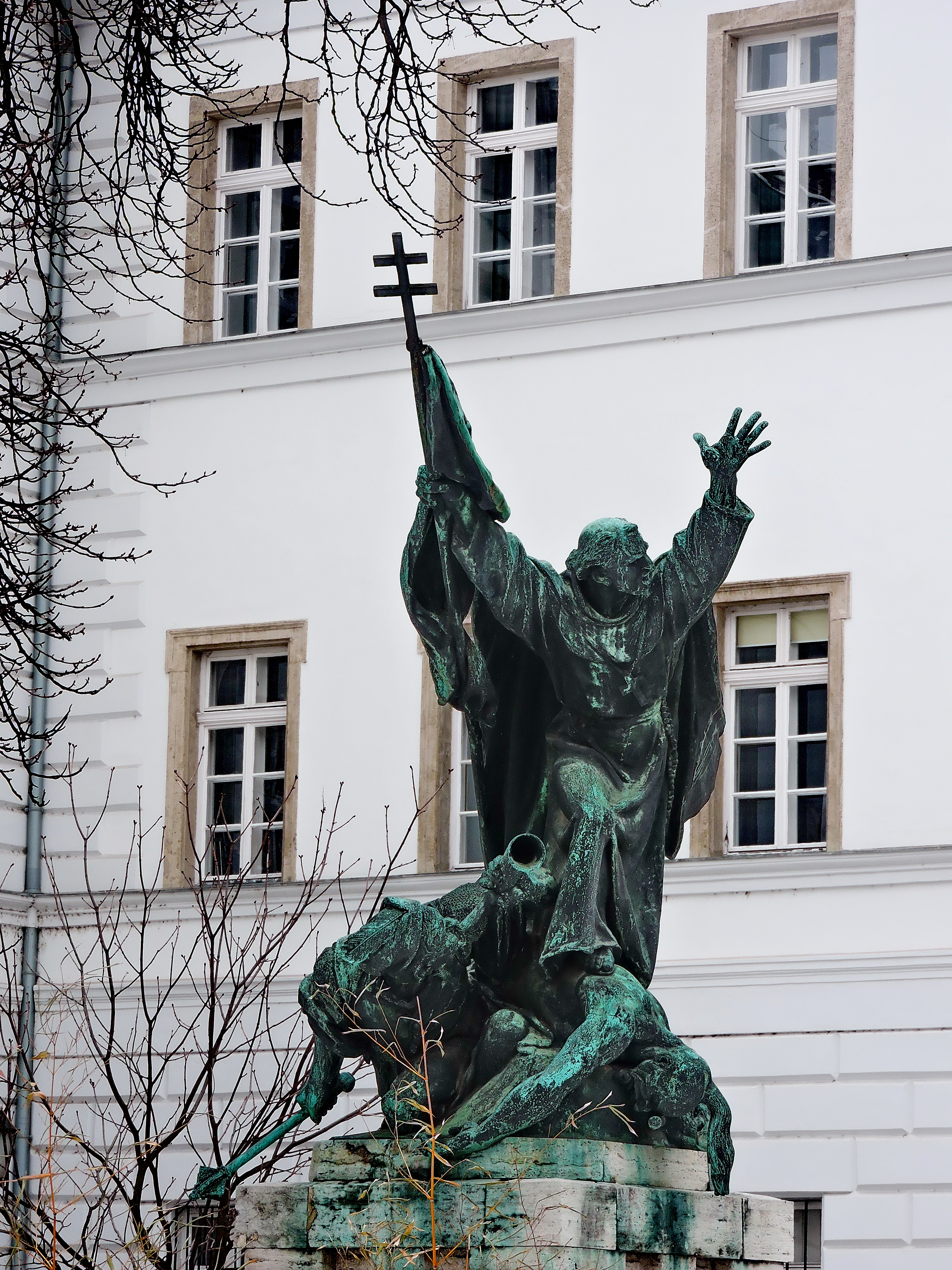
Kapisztrán Szent Jánosnak a nándorfehérvári diadal pap hősének emlékműve a budai várban a helyőrségi templom előtt
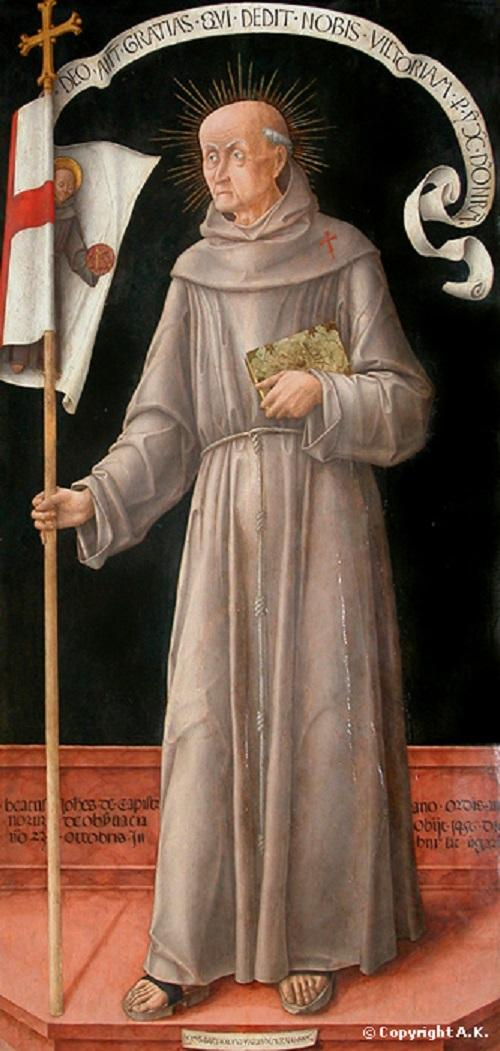
Lotz Károly: Kapisztrán Szent János képmása, Pannonhalmi Főapátsági Múzeum
II. Mehmed oszmán szultán ostromolja Nándorfehérvár várát 1456-ban, török miniatúra
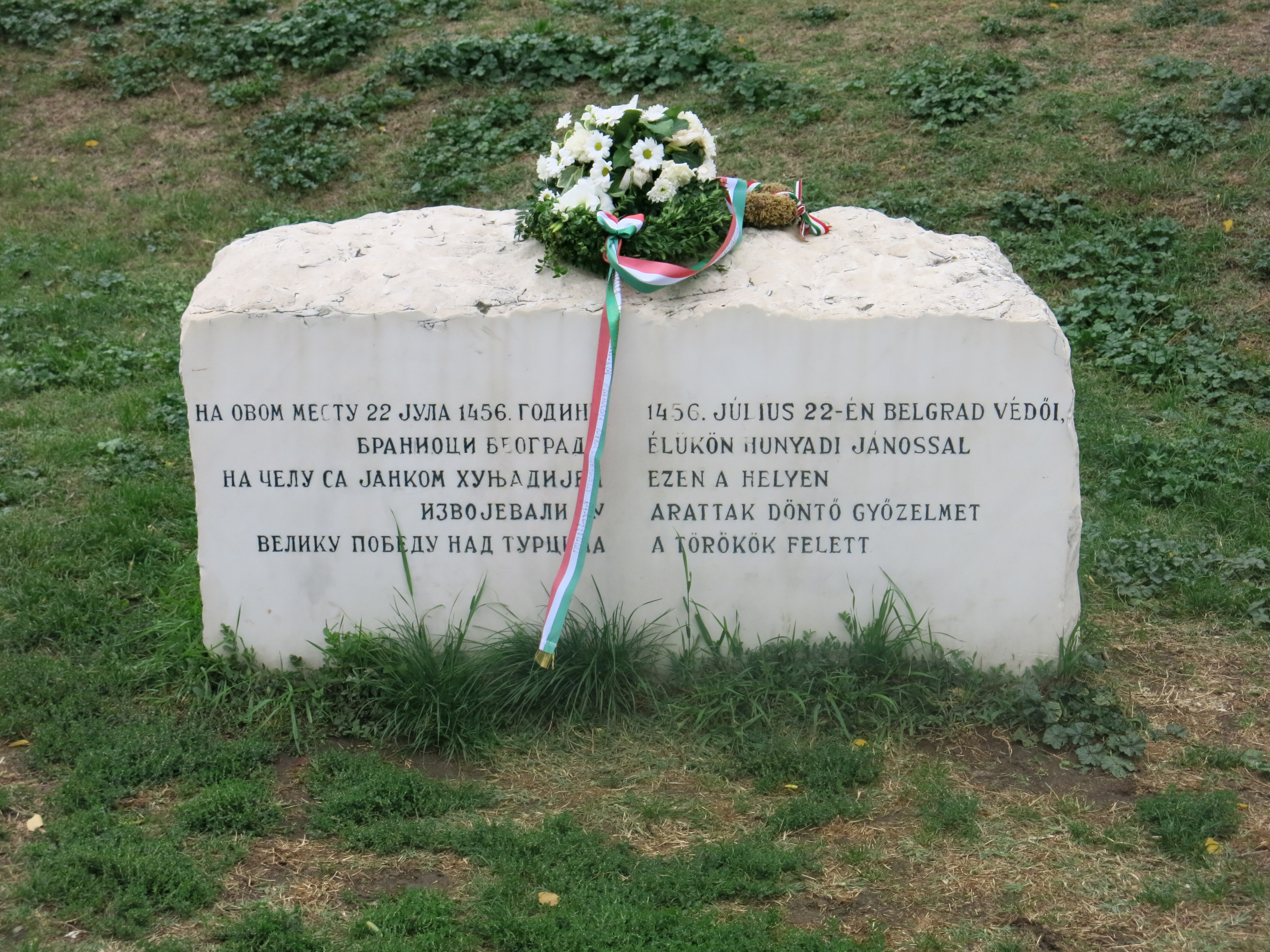
A Hunyadi-emlékkőn, szerb és magyar nyelvű felirat emlékeztet a csatára a Kalemegdán-parkban, Belgrádban
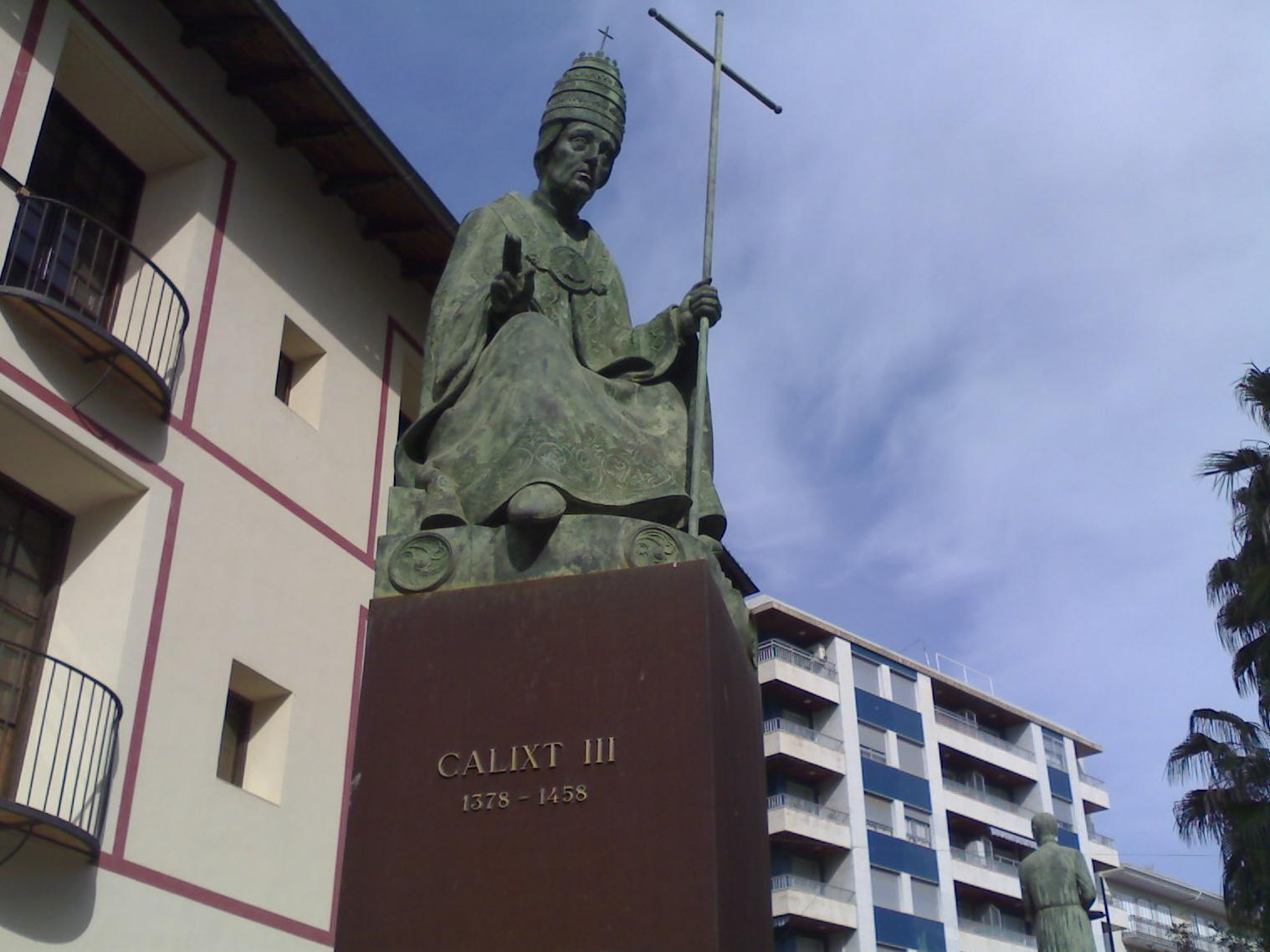
III. Kallixtusz pápa szobra, Gandia, Spanyolország
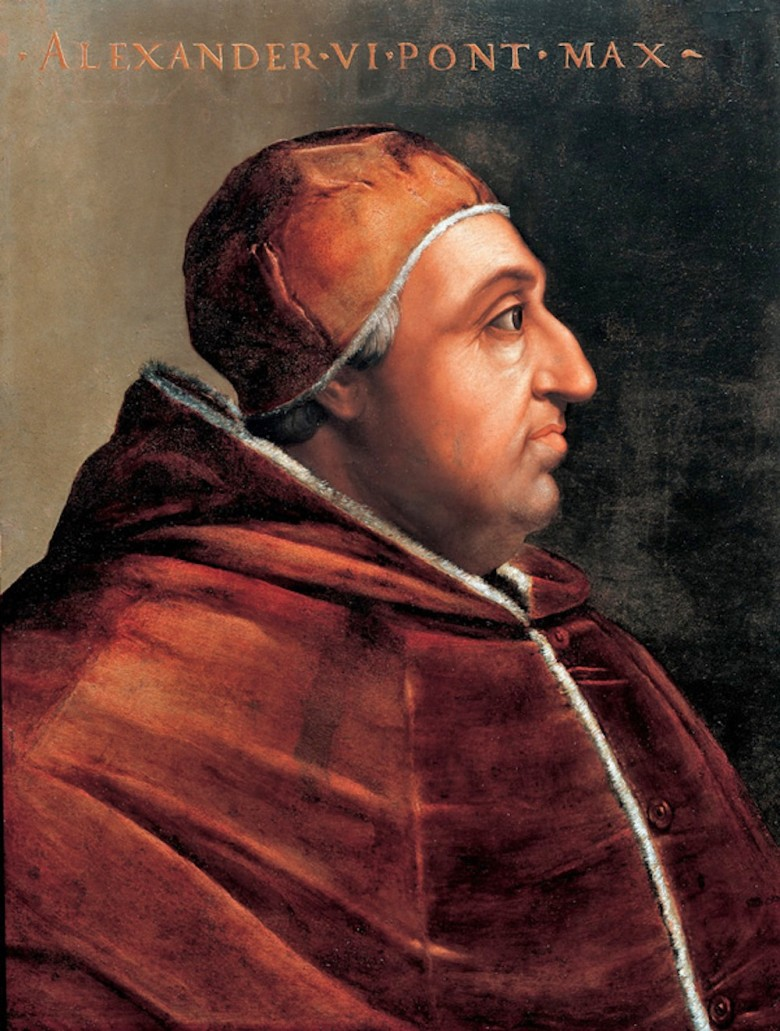
VI. Sándor pápa
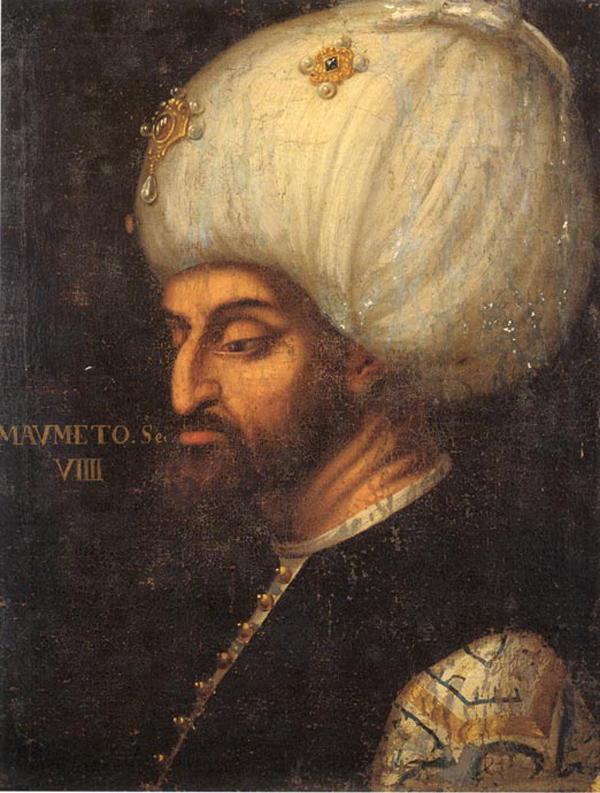
Paolo Veronese: II. Mehmed oszmán szultán portréja

## Irodalmi hivatkozások

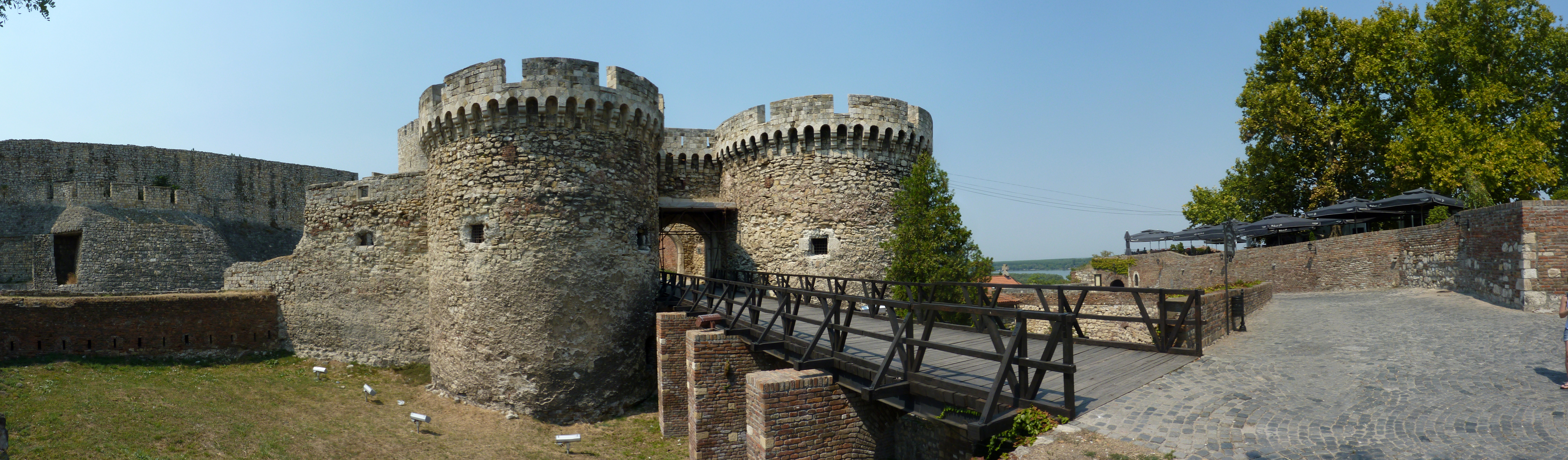
A nándorfehérvári (ma Belgrád) vár bástyái napjainkban

Magyar költők és írók a műveikben sokszor megemlékeztek a török hódítók ellen kivívott magyar diadalról és a pápai bullában, 1456 óta elrendelt déli harangszóról.
| ... Hol az a kéz? Porlad? Nem Dolgozik egyre. Delente húzza híven ma is ő mind a harangot, amely bimbamozva kiált nagy örömhírt, (mit ki sem ért már) Róma, Rouen, – Tahiti tornyaiban (magyarul!) s mintha jelezne tüzet vagy hirtelen árvizet, úgy kong (néha az értőknek – úgy szaporáz riadót) majd (– mert hajh, ki neszelt magyar is százéveken át rá? –) csöndít a csöndbe komor gyászdalokat, temetést. Így kong-bong a harang folyvást s még húzni fogod tán századokig, János, néma, magyar toronyőr! .... |

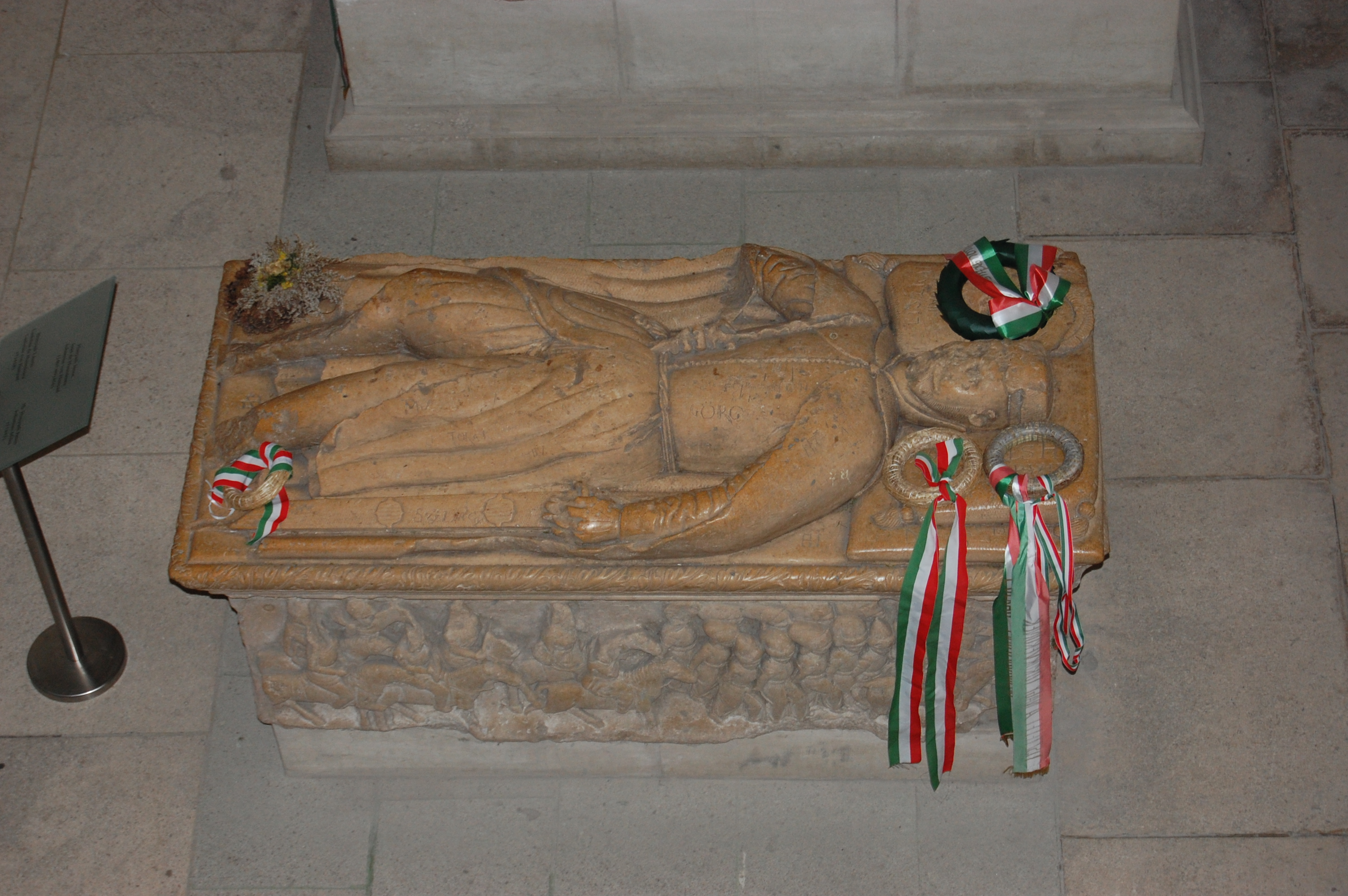
Hunyadi János sírja a gyulafehérvári érseki székesegyházban

| Pannonföld bástyája, török had mennyköve, János álmodik itt, ha ugyan fedheti sír röge őt. Mert ahogyan Belgrádnál győzött volt a pogányon: lett a halálon is úr, s látta meg élve a mennyt. Ős Capitóliumot koszorús diadalmenet élén sok hős járta be, – ám égbe csak ez maga szállt. |

…Hogy az Isten mit tartott róla, azt nem tudom. De bizonyos, hogy ebből a tömérdek kiontott vérből, mely oroszlánrészben a magyaroké volt, nem háromlott egyéb észlelhető eredmény, csak az, hogy azóta déli tizenkét órakor a világ minden keresztény tornyában meghúzzák a harangokat, amint azt a pápa őszentsége a nándorfejérvári győzelem emlékére elrendelte. Minthogy éppen akkor dőlt a csata diadalra, mikor a naptányér a mennybolt közepére ért. Ah, istenem, micsoda drága harangszó nekünk, és még nimbusznak is mily keveset mutat! Mert ki tudja azt most már idegen világrészekben vagy itthon is valamely kis faluban, ha mélán megkondul délben a nagy harang, hogy abból a magyarok lelke sír elesett ősapákért?
Szóval, a harangszó. Imádom hallgatni, imádtam harangozni. Nemcsak délben. De a máskor megszólaló harang is azt kongja a fülembe: Magyar vagy! Légy büszke! Magyar vagy! Légy büszke! Úgy árad szét bennem, mint egy korty kitûnô pálinka, mint a szerelmi kielégülés.

## A déli harangszó egyéb vonatkozásai

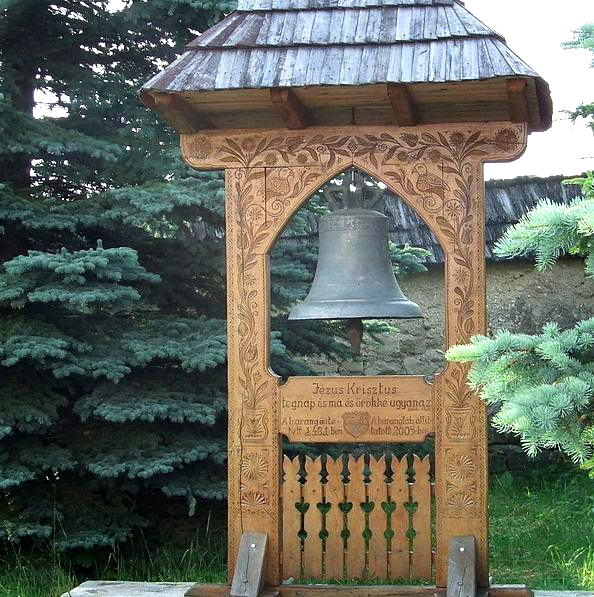
Hunyadi Mátyásról elnevezett Mátyás-harang a kalotaszentkirályi templom kertjében

- Czuczor Gergely: A magyar nyelv szótára – LEVESNÓTA főnév (népies, tréfás) <Csak állandósult szókapcsolatokban:> az ebéd idejét jelző déli harangszó. Elhúzták, húzzák már a levesnótát.
- A Magyar Posta Zrt. 2000/2001-ben kiadott millenniumi történelmi bélyegsorozat utolsó képén Hunyadi János Kapisztrán Szent János, valamint a déli harangszót szimbolizáló harang látható.[95][96]
- 2000-ben a Mundus Magyar Egyetemi Kiadó gondozásában jelent meg a 323 oldalból álló Visy Zsolt és Biernaczky Szilárd szerzők által készített Déli harangszó című könyv.[97]
- A Mátyás-templombeli keresztelőkápolna freskójának, Lotz Károly művének témája III. Kallixtusz pápa és a déli harangozás elrendelése.[98]
- 2010-ben a gyermekek számára Az Olvass magadnak! sorozat tagjaként Ligeti Róbert irkafűzött könyvecskéjét adták ki.[99]
- A Kalotaszentkirályi református templomban található az a harang, amelynek öntését I. Mátyás magyar király uralkodásának idejére 1481-re datálják. Az ottani Mátyás-harang jelképe a déli harangszónak, bár repedés van rajta és emiatt már nem tudja többé elütni a delet.[100]
- Donaueschingenben a város keleti oldalán található a Duna forrása (Dounauquelle), ami mellett 1956. július 22-én felszentelték a magyar keresztet (Ungarn-Kreuz),[101] amelyen egy harang jelképezi a déli harangszót. Az emlékkereszthez mára már a magyar történelem három sorsdöntő eseményét is kötik: az 1456-os nándorfehérvári diadalt és a déli harangszót, az 1956-os forradalmat, valamint 1989-et a vasfüggöny lebontását.[102]